# Olga Constantinovna de Russie
Vous lisez un « article de qualité » labellisé en 2009.  Il fait partie d'un « thème de qualité ».
Pour les articles homonymes, voir Olga de Russie et Olga de Grèce.
Olga Constantinovna de Russie (en russe : Ольга Константиновна Романова / Olga Konstantinovna Romanova et en grec moderne : Όλγα Κωνσταντίνοβνα της Ρωσίας / Ólga Konstantínovna tis Rosías), grande-duchesse de Russie puis, par son mariage, reine des Hellènes et princesse de Danemark, est née le 3 septembre 1851 (22 août C.J.) au palais de Pavlovsk, à Saint-Pétersbourg, en Russie, et morte le 18 juin 1926 à Rome, en Italie. En tant qu'épouse du roi Georges Ier de Grèce, elle est reine des Hellènes de 1867 à 1913 avant d'être régente de Grèce du 18 novembre au 11 décembre 1920.
Fille du grand-duc Constantin Nikolaïevitch de Russie et de la princesse Alexandra de Saxe-Altenbourg, Olga passe une enfance dorée entre Saint-Pétersbourg, la Pologne et la Crimée. Elle épouse, à l’âge de seize ans, en 1867, le roi Georges Ier de Grèce et l’accompagne dans son nouveau pays. Dans le royaume hellène, Olga s’adapte d’abord difficilement. Très vite, elle s’engage cependant dans le travail social et fonde plusieurs hôpitaux et centres d’aide aux démunis. Elle soutient également son époux, dont le règne est ponctué par différents conflits avec l’Empire ottoman. La souveraine met par ailleurs au monde une nombreuse progéniture, dont elle passe beaucoup de temps à s’occuper.
En 1913, Georges Ier est assassiné par un anarchiste. Désormais reine douairière, Olga ne tarde pas à retourner en Russie. Lorsque la Première Guerre mondiale éclate, elle met en place un hôpital militaire dans le palais de Pavlovsk, qui appartient à sa famille. Mais quand la révolution russe se produit en 1917, elle se retrouve prisonnière dans le château et il faut l’intervention de l’ambassade du Danemark pour que les Bolcheviks l’autorisent à quitter sa terre natale. Une fois à l'abri, Olga ne peut retourner en Grèce où son fils, le roi Constantin Ier, vient d’être déposé. Elle s’installe donc en Suisse, où résident la plupart de ses enfants et petits-enfants, et c’est seulement en 1920 qu’elle peut rentrer à Athènes. Le pays est alors plongé dans la guerre gréco-turque de 1919-1922 et l’instabilité politique causée par la mort sans héritier du roi Alexandre Ier permet à la souveraine d’être nommée régente en attendant le retour de Constantin Ier sur le trône. Cependant, la défaite des Grecs face aux troupes de Mustafa Kemal conduit la famille royale à un nouvel exil et Olga passe les dernières années de son existence en exil entre le Royaume-Uni, la France et l’Italie.

## Famille
Olga Constantinovna est le deuxième enfant et la fille aînée du grand-duc Constantin Nikolaïevitch de Russie (1827-1892) et de son épouse la princesse Alexandra de Saxe-Altenbourg (1830-1911), devenue, après sa conversion à l’orthodoxie, la grande-duchesse Alexandra Iosifovna de Russie. Par son père, Olga est donc la petite-fille du tsar Nicolas Ier (1796-1855) et de la tsarine née Charlotte de Prusse (1798-1860) tandis que, par sa mère, elle a pour grands-parents le duc Joseph de Saxe-Altenbourg (1789-1834) et la princesse Amélie de Wurtemberg (1799-1848).

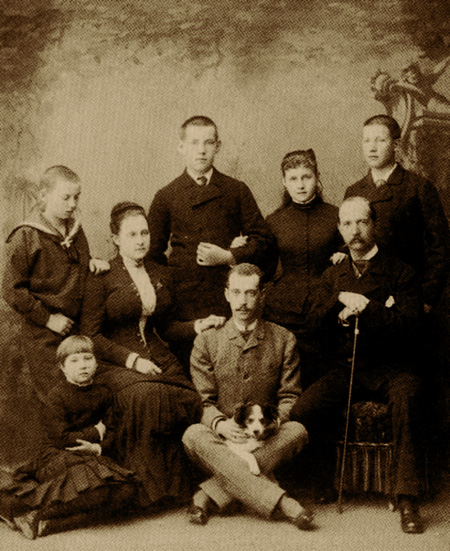
La famille royale hellène lors d'un voyage du grand-duc Paul Alexandrovitch de Russie à Athènes, à la fin des années 1880. Sur la photo, on peut voir, de gauche à droite, le prince Nicolas, la princesse Marie (assise par terre), la reine Olga, le diadoque Constantin (debout au milieu), le grand-duc Paul Alexandrovitch (avec un petit chien sur les genoux), la princesse Alexandra, le roi Georges Ier et le prince Georges.

La grande-duchesse Olga a également la particularité généalogique d’être une descendante, en ligne matrilinéaire, de l’impératrice byzantine Euphrosyne Doukaina Kamatera (v. 1155-1211) et de son époux Alexis III Ange (1195-1203).
Le 27 octobre 1867, elle épouse, à Saint-Pétersbourg, le roi Georges Ier de Grèce (1845-1913), lui-même fils du roi Christian IX de Danemark (1818-1906) et de son épouse la princesse Louise de Hesse-Cassel (1817-1898).
De cette union naissent huit enfants :
- Constantin Ier de Grèce (1868-1923), roi des Hellènes (1913-1917 puis 1920-1922), qui naît dix mois après le mariage de ses parents et qui épouse la princesse allemande Sophie de Prusse (1870-1932) ;
- Georges de Grèce (1869-1957), prince de Grèce et de Danemark et Haut-Commissaire de la Crète autonome (1898-1906), qui épouse la princesse française Marie Bonaparte (1882-1962) ;
- Alexandra de Grèce (1870-1891), princesse de Grèce et de Danemark, qui épouse le grand-duc Paul Alexandrovitch de Russie (1860-1919) ;
- Nicolas de Grèce (1872-1938), prince de Grèce et de Danemark et gouverneur de Thessalonique, qui épouse la grande-duchesse Hélène Vladimirovna de Russie (1882-1957) ;
- Marie de Grèce (1876-1940), princesse de Grèce et de Danemark, qui épouse, en premières noces, le grand-duc Georges Mikhaïlovitch de Russie (1863-1919) puis, en secondes noces, l’amiral Periklís Ioannídis (1881-1965), gouverneur du Dodécanèse ;
- Olga de Grèce (26 mars 1880 - 20 octobre 1880), princesse de Grèce et de Danemark ;
- André de Grèce (1882-1944), prince de Grèce et de Danemark, qui épouse la princesse Alice de Battenberg (1885-1969) ;
- Christophe de Grèce (1888-1940), prince de Grèce et de Danemark, qui épouse, en premières noces, la roturière américaine Nancy Stewart (1878-1923) devenue, après sa conversion à l'orthodoxie, la princesse Anastasia de Grèce, puis, en secondes noces, la princesse française Françoise d’Orléans (1902-1953).

À travers ses enfants, Olga possède actuellement une nombreuse descendance européenne mais la souveraine est également l’ancêtre de plusieurs personnalités américaines de renom comme l’ancien maire de Palm Beach Paul Ilyinsky (1928-2004), l'ex-officier de la CIA David Chavchavadze (1924-2014) ou l’actrice Catherine Oxenberg (1961).

## Biographie

### Grande-duchesse de Russie

#### Enfance

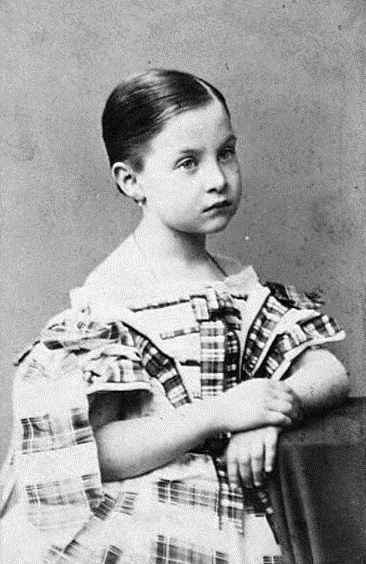
La grande-duchesse Olga de Russie vers 1861, collection particulière.

Olga Constantinovna passe une enfance dorée entre la Crimée et la région de Saint-Pétersbourg, où son père possède plusieurs résidences, parmi lesquelles le palais de Pavlovsk, où elle voit le jour en 1851. Ses parents, le grand-duc Constantin Nikolaïevitch et la grande-duchesse Alexandra Iosifovna, forment l’une des branches considérées comme les plus brillantes de la famille impériale de Russie : sa mère est en effet tenue pour l’une des femmes les plus intelligentes et élégantes de la Cour tandis que son père est un conseiller écouté du tsar Alexandre II dit « le Libérateur ».
Enfant, Olga est décrite comme une petite fille simple et potelée, qui possède un large visage illuminé par de grands yeux bleus. Contrairement à sa sœur cadette, la grande-duchesse Vera Constantinovna, elle jouit d’un tempérament très calme mais se montre extrêmement réservée. Lorsque ses tuteurs l’interrogent durant ses leçons, elle éclate ainsi fréquemment en sanglots et s’enfuit de sa salle de classe en courant. Au sein de sa famille, Olga est particulièrement proche de son père et de son frère aîné, qui l’idolâtre. Après le bannissement du grand-duc Nicolas Constantinovitch à Tachkent, Olga est d’ailleurs l’un des rares membres de la famille impériale à garder le contact avec lui.
En 1862, le grand-duc Constantin Nikolaïevitch est nommé par son frère vice-roi de Pologne. Depuis le Congrès de Vienne, le pays est divisé entre la Prusse, l’Autriche et la Russie. Cette dernière, qui en occupe la plus grande partie, voit son pouvoir contesté par les nationalistes polonais. Constantin Nikolaïevitch étant une personnalité libérale, Alexandre II le juge capable de s’attacher le cœur de la population. Le grand-duc s’installe donc à Varsovie avec son épouse et ses enfants. Mais le séjour des Constantinovitch en Pologne est difficile et le grand-duc est victime d’une tentative d’assassinat dès le lendemain de son arrivée dans la capitale. Finalement, l’insurrection des Polonais en janvier 1863 et la radicalisation des indépendantistes poussent le tsar à rappeler son frère à Saint-Pétersbourg en août. Lors de ces événements, Olga est âgée d’environ onze ans et cette expérience difficile la marque profondément,.

#### Rencontre avec GeorgesIeret fiançailles

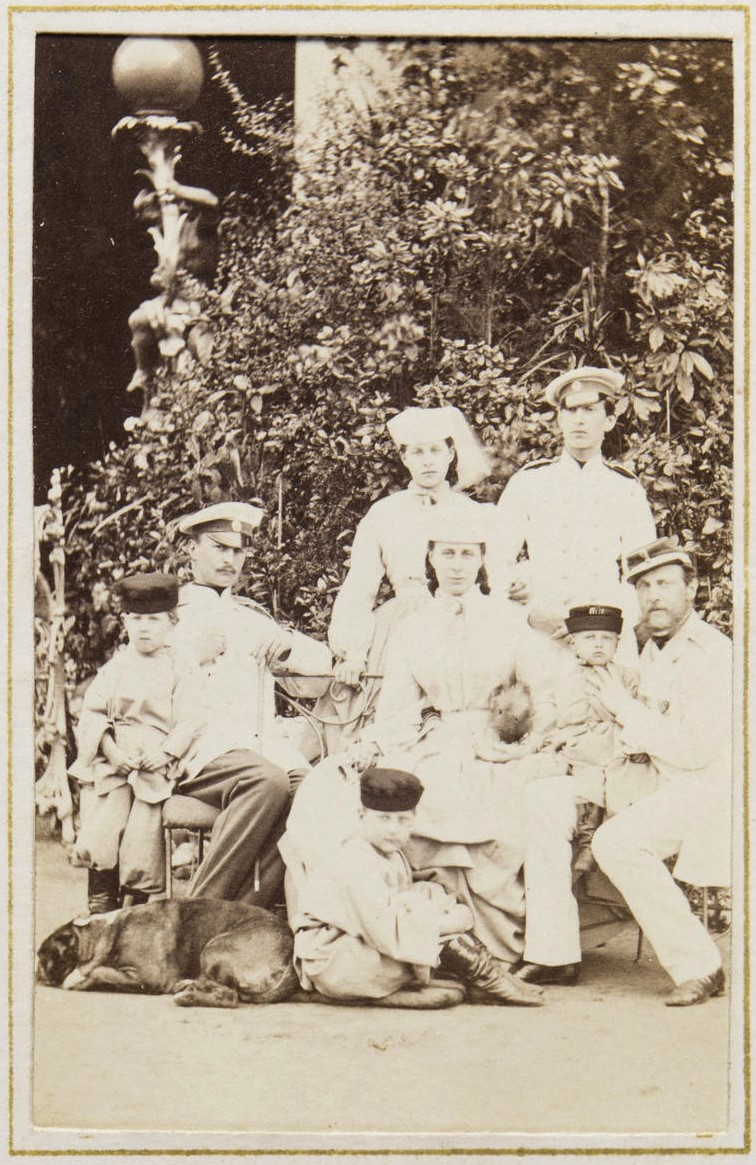
Le grand-duc Constantin Nikolaïevitch et sa famille. De gauche à droite figurent : le grand-duc Dimitri Constantinovitch et un aide de camp non-identifié (sur une chaise) ; le grand-duc Constantin Constantinovitch (assis par terre) ; la grande-duchesse Alexandra et le grand-duc Constantin Nikolaïevitch portant le grand-duc Viatcheslav Constantinovitch (sur une chaise) ; la grande-duchesse Olga Constantinovna et le grand-duc Nicolas Constantinovitch (debout derrière le groupe).

La grande-duchesse Olga rencontre pour la première fois son futur époux, le roi Georges Ier de Grèce, en septembre 1863. Celui-ci vient alors rendre visite au tsar Alexandre II à Saint-Pétersbourg, afin de le remercier de l'avoir soutenu à l'occasion de son élection comme roi des Hellènes. Le jeune souverain en profite pour rencontrer le grand-duc Constantin et sa famille, au palais de Pavlovsk. Mais le séjour de Georges Ier en Russie ne dure que six jours et Olga, qui n'a alors que douze ans, ne semble pas s'être beaucoup intéressée au souverain,.
En 1867, les deux jeunes gens se retrouvent dans la capitale impériale alors que le roi des Hellènes, invité pendant plusieurs mois par Alexandre II, rend visite à sa sœur, la tsarevna Maria Feodorovona, et à son beau-frère, le tsarévitch Alexandre,. À cette époque, Georges Ier est décidé à se trouver une épouse et l’idée d’une alliance avec une grande-duchesse russe, née dans la religion orthodoxe, n’est pas pour lui déplaire. Dans le palais de Marbre et à Pavlovsk, Georges fait donc connaissance avec Olga et la jeune fille ne tarde pas à tomber amoureuse de lui. Mais elle n'en reste pas moins très angoissée à l'idée de quitter la Russie et passe des nuits entières à pleurer dans sa chambre durant toute la période de ses fiançailles.
Soutenu par sa sœur, Georges Ier finit par demander la main d’Olga à ses parents. Face à cette possible union, Constantin Nikolaïevitch se montre d’abord réticent. Très proche de sa fille, le grand-duc considère en effet qu’à quinze ans, elle est encore trop jeune pour se marier. Il s’inquiète par ailleurs de l’énorme distance qui sépare la Grèce de la Russie. De son côté, la grande-duchesse Alexandra se montre beaucoup plus enthousiaste que son mari et, lorsque certains membres de la famille impériale lui font remarquer l’extrême jeunesse de sa fille, elle leur répond que celle-ci ne serait pas toujours aussi jeune.
La raison d’État finit donc par l’emporter et il est décidé que le mariage d'Olga et de Georges se déroulerait lorsque la grande-duchesse aurait atteint son seizième anniversaire. En attendant, la jeune fille doit redoubler d’efforts en classe afin de poursuivre sa formation, qui dure jusqu’au jour de son mariage.

### Reine des Hellènes

#### Mariage

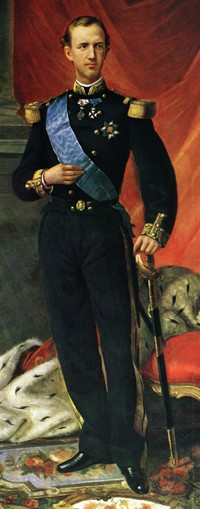
Le roi Georges Ier de Grèce, né Guillaume de Danemark, en 1864.

La grande-duchesse Olga Constantinovna et le roi Georges Ier s’unissent dans la chapelle du palais d'Hiver, à Saint-Pétersbourg, le 27 octobre 1867 et les réjouissances qui marquent leur mariage s’étalent sur cinq jours entiers. Pendant la cérémonie, Olga porte la tenue de mariage traditionnelle des Romanov : robe cousue de fils d’argent, taillée à la mode de Catherine II, avec d’énormes chaînes de diamants ainsi qu'une cape d’hermine et de velours rouge. La princesse porte également un diadème de diamants de forme kokochnik, rehaussé d’une couronne impériale miniature, et trois mèches de cheveux lui retombent sur les épaules,.
Après les festivités, Olga et Georges passent une courte lune de miel au palais de Ropcha, à une cinquantaine de kilomètres de Saint-Pétersbourg. Puis, le couple part pour la Grèce et la jeune femme découvre son nouveau pays. Mais, avant de quitter la Russie, Olga rend une dernière fois visite à son oncle l'empereur Alexandre II qui lui demande d’aimer « son nouveau pays deux fois plus que le sien ».

#### Une adaptation difficile
L’adaptation d’Olga à sa nouvelle patrie n’est pas chose facile. Lorsqu’elle quitte la Russie et sa famille, elle est encore presque une enfant et, parmi tous ses bagages, elle emporte une malle pleine de poupées et de jouets. La souveraine est d’ailleurs si consciente de sa jeunesse qu’elle a choisi de partir pour Athènes avec sa gouvernante afin de poursuivre, avec elle, son éducation,.
Quand Olga et Georges arrivent au Pirée, après leur voyage en bateau, la jeune reine arbore une robe bleue et blanche, aux couleurs nationales de la Grèce, et la foule l’ovationne. Sur le chemin de la capitale, l’agitation populaire est telle qu’Olga, qui n’est pas habituée à de telles démonstrations, est au bord des larmes. Pourtant, la jeune fille n’a guère le temps de se reposer car la valse des représentations officielles l’emporte durant plusieurs jours et cela alors qu’elle ne parle même pas encore grec. Pour la souveraine, le choc est si grand que, quelques jours après son arrivée dans le royaume, on la retrouve sanglotant sous un escalier avec son ours en peluche préféré dans les bras alors qu’elle est attendue pour un événement officiel,.
Malgré tout, Olga est une jeune femme appliquée et elle fait de son mieux pour apprendre son métier de reine. Elle parvient ainsi à maîtriser en moins d’un an le grec et l’anglais,. Elle apprend également à se comporter en souveraine et à recevoir des visiteurs en audience. Pourtant, ses premiers pas sont hésitants et, si elle parvient à faire grande impression lors de sa première réception officielle, c’est autant à cause du respect qu’elle réussit à imposer aux fidèles venus la rencontrer que parce que ceux-ci la surprennent, peu après, en train de demander à Georges Ier si elle s’est bien comportée.
Pour apprendre son métier de reine, Olga peut compter sur les conseils de son époux et de sa famille. La souveraine entretient en effet une importante correspondance avec les Constantinovitch et c’est sa mère, la grande-duchesse Alexandra, qui lui conseille de s’intéresser davantage à l’archéologie et au passé de la Grèce afin de flatter l’amour propre de son peuple et de s’en attirer ainsi les bonnes grâces.

#### Vie privée
Tout au long de leur mariage, Georges Ier et Olga forment un ménage très uni, malgré les infidélités occasionnelles du souverain, d'ailleurs acceptées par la reine,. Contrairement à la coutume de l’époque, le couple passe beaucoup de temps avec ses nombreux enfants (voir ci-dessus) et ceux-ci grandissent dans une atmosphère chaleureuse. Mais, en vieillissant, Georges Ier se montre parfois tyrannique avec ses fils et Olga se lamente des querelles qui divisent périodiquement la famille royale.
En privé, la reine Olga et le roi Georges Ier communiquent en allemand car c’est la seule langue qu’ils parlent tous les deux au moment de leur rencontre. De fait, à l’époque, le souverain domine mal le français et absolument pas le russe, tandis que son épouse ne parle ni danois, ni grec, ni anglais. Cependant, la situation a beaucoup évolué lorsque les enfants du couple royal voient le jour. Ainsi, les monarques utilisent avec leurs enfants la langue de Shakespeare, même s’ils exigent que les enfants parlent grec entre eux.

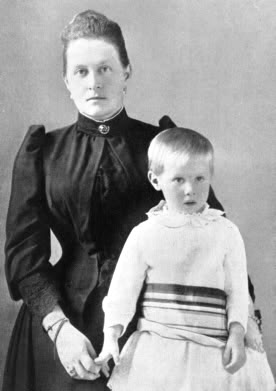
La reine Olga et son dernier fils, le prince Christophe de Grèce, en 1889.

En Grèce, la vie de la famille royale est relativement tranquille et retirée. La cour athénienne est loin d’être aussi brillante et fastueuse que celle de Saint-Pétersbourg et les journées, dans la capitale grecque, sont parfois monotones pour les membres de la famille royale. Au printemps et en hiver, elles se partagent entre le palais royal de la place Syntagma (à Athènes) et celui de Tatoï (au pied du Parnès). Puis, pendant les quatre mois d'été, elles se déroulent au palais de Mon Repos (à Corfou) et à l’étranger : à Aix-les-Bains (en France), à Fredensborg (au Danemark) ou dans la capitale russe. Les parents étrangers d’Olga et de Georges (l'impératrice de Russie, le tsarévitch, la princesse de Galles, etc.), se rendent par ailleurs à plusieurs reprises en Grèce.
Lorsqu'elle se trouve dans la capitale grecque, il n'est pas rare que la famille royale se rende, le dimanche, à Phalère, pour y marcher au bord de l'eau. Olga, Georges et leurs enfants prennent alors l'omnibus à cheval qui passe devant le palais et dans lequel un compartiment leur est réservé. L'omnibus s'arrête, les trompettes du palais sonnent et la famille royale sort rapidement, afin de montrer ostensiblement son désir de ne pas faire attendre trop longtemps les autres passagers. Cette attitude rapproche la famille royale de la population et fait beaucoup pour entretenir une popularité parfois vacillante. Georges Ier a coutume de répéter à ses enfants : « N'oubliez jamais que vous êtes des étrangers parmi les Grecs, et faites en sorte qu'ils ne s'en souviennent jamais ».
Olga a beaucoup plus de mal que son époux à se départir de son tempérament originel et elle tend à se montrer très nostalgique de sa vie en Russie. La chambre de la reine est ainsi remplie d’icônes qu’elle a amenées de son pays natal et, dans la chapelle du palais, ce sont toujours des chants slaves qu’elle entonne avec ses enfants. Surtout, lorsque des marins russes sont de passage dans la capitale, la souveraine leur rend de nombreuses visites et n’hésite pas à les inviter au palais royal. Depuis son mariage en 1867, Olga a la particularité d'être la seule femme de l'histoire à porter le titre d'amiral de la flotte impériale et ce n'est donc pas sans raison qu'elle désire se montrer aimable vis-à-vis des marins russes de passage à Athènes,.
Lorsque le prince Christophe de Grèce, huitième et dernier enfant d'Olga et de Georges, naît en 1888, la souveraine décide d’en faire son « petit Russe ». Alors qu’elle a accouché de chacun de ses aînés en Grèce, la reine donne le jour au petit garçon au palais de Pavlovsk. L’enfant reçoit par ailleurs pour parrain et marraine le beau-frère et la belle-sœur d'Olga, l'empereur Alexandre III et l'impératrice Maria Feodorovna de Russie. Dans les années qui suivent, la souveraine a en outre la satisfaction de marier trois de ses autres enfants, le prince Nicolas et les princesses Alexandra et Marie, à des Romanov. Ces unions donnent à la souveraine une excuse supplémentaire pour se rendre en voyage en Russie.

#### Influence politique

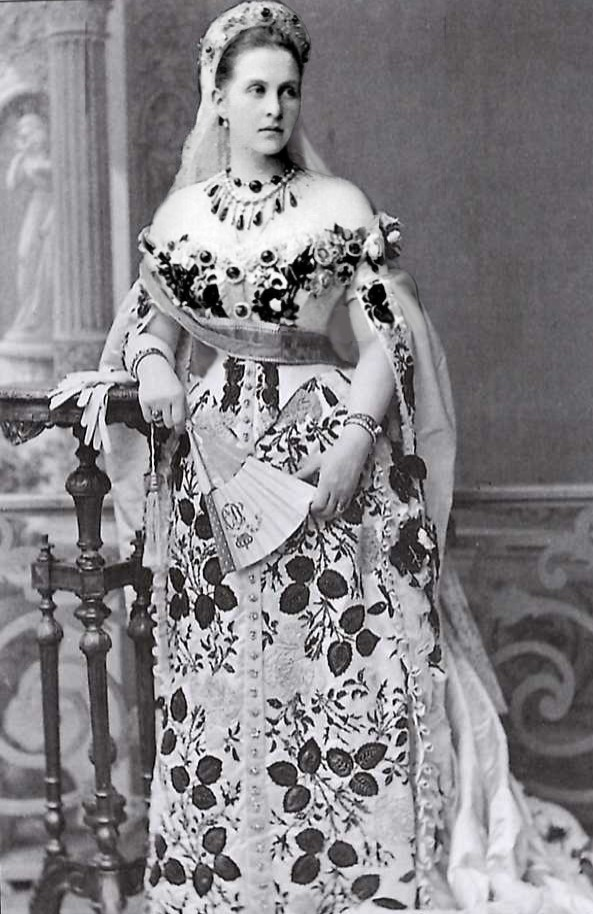
La reine Olga de Grèce en 1880.

Comme la plupart des Romanov, la reine Olga est radicalement opposée à la démocratie et soutient fermement l’autocratie. Son fils Nicolas rapporte ainsi, dans ses Mémoires, qu’un jour qu’il lui parlait de l’importance de l’opinion publique, la reine lui a rétorqué (en français) : « Je préfère être gouvernée par un lion bien né que par quatre cents rats de mon espèce ».
Cependant, l’intérêt de la reine pour la politique est limité. Et même si certains auteurs (comme Édouard Driault et Michel Lhéritier) la présentent comme un soutien du parti russe et du panslavisme, tous s’accordent pour dire qu’elle n’a pas eu de réelle influence politique sur son époux et qu’elle n’a pas vraiment cherché à infléchir le régime parlementaire grec,. De fait, Georges Ier s’est toujours montré respectueux du régime constitutionnel et il ne s’est jamais laissé influencer par sa famille au moment de prendre une décision politique. Il est en revanche probable que l’ascendant de la souveraine a été plus important sur ses enfants, et notamment sur son deuxième fils, Georges, nommé haut-commissaire de la Crète autonome entre 1898 et 1906. Selon Édouard Driault et Michel Lhéritier, les conseils d’Olga au prince auraient ainsi fortement contribué au durcissement, et à l’échec final, de sa politique.
Quant aux relations de la souveraine avec la Russie, elles ont davantage servi à protéger la Grèce lorsqu’elle se trouvait dans une position difficile (comme après le désastre de la guerre gréco-turque de 1897) qu’à favoriser les Slaves contre le royaume hellène. Ainsi, pendant la Première Guerre balkanique, Olga s’est immédiatement positionnée contre la présence bulgare à Thessalonique et n’a pas hésité à tenir un discours très patriotique devant le roi Ferdinand Ier de Bulgarie. Il semble, en revanche, qu'Olga n'ait jamais réellement cru à la possibilité d'une reconquête de Constantinople par les Grecs et qu'elle ait, sur ce point, été plutôt favorable à une présence russe dans les Détroits.
Finalement, le rôle politique d’Olga est surtout symbolique et se résume largement à recevoir en audience, à Athènes, les dames de la haute société grecque et les étrangères de passage qui demandent à la rencontrer. L’action de la souveraine est, en revanche, beaucoup plus importante dans le domaine social.

#### Travail social
Bien que russe de cœur, la reine Olga est loin de se désintéresser de ses sujets grecs. Dès son arrivée à Athènes, et alors qu’elle a seulement seize ans, la souveraine s'engage dans des œuvres de charité s'occupant des malades, des mendiants, des enfants et des femmes. Elle reprend ainsi le patronage de l’Amaléion, l’orphelinat fondé par l’ex-reine Amélie de Grèce, derrière les jardins du palais royal, et de l’Arsákeio, une importante école de filles située sur le boulevard de l’Université. Surtout, elle fonde de nouvelles institutions destinées aux nécessiteux. Grâce à sa cassette personnelle et au soutien de riches donateurs, Olga fait ainsi construire un hospice destiné à l’accueil des malades incurables et un autre pour les vieillards paralytiques, ainsi qu’un sanatorium (nommé Santeria).
Dans la capitale, la souveraine fonde en outre une société d’aide aux pauvres et un jardin d'enfants de parents nécessiteux. Au Pirée, elle met en place une soupe populaire qui sert également d’école de cuisine pour les jeunes filles pauvres. Rapidement, cette institution connaît un très vif succès : elle est alors agrandie et transformée en école du dimanche pour les filles d’ouvriers, avant de devenir une école et un atelier de tissage pour jeunes filles et vieilles femmes en difficulté.

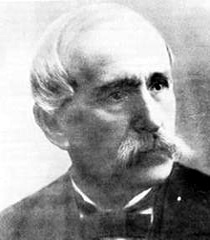
Le philanthrope grec Georges Averoff.

Avant l’arrivée d’Olga en Grèce, il n’existait qu’un seul type de prison dans le pays et hommes, femmes et adolescents délinquants étaient incarcérés dans les mêmes établissements pénitentiaires. Avec le soutien de riches philanthropes comme Georges Averoff, la souveraine fait donc construire une prison pour femmes dans la capitale et une série de maisons de redressement dans tout le pays.
Déjà patronne de deux hôpitaux militaires athéniens, Olga fait construire l'hôpital russe du Pirée en mémoire de sa fille, la grande-duchesse Alexandra, décédée en 1891. Cette institution, principalement destinée aux marins russes, est ouverte à tous les hommes de mer de passage en Grèce : ils y paient trente lepta la consultation et leurs médicaments sont alors gratuits,.
Cependant, la grande réalisation de la reine reste l'hôpital athénien Evangelismos, édifié dans l'avenue Kifissias avec le soutien financier du philanthrope Andréas Syngrós. Il s'agit là d’une institution très moderne, qui sert à la fois de centre de soin et d’école d’infirmières placée sous la direction de Miss Reinhard, une infirmière danoise arrivée en Grèce pendant la guerre contre l'Empire ottoman de 1897. Lorsqu'elle se trouve dans la capitale, la souveraine s'y rend presque tous les jours pour visiter les malades et s'assurer du bon fonctionnement de l'institution,.
Sous le règne de Georges Ier, Olga fait également œuvre d’infirmière pendant les conflits qui opposent la Grèce à ses voisins. En compagnie de ses fille et belles-filles, elle organise ainsi des hôpitaux de campagne sur le front et soigne personnellement des soldats blessés lors de la guerre gréco-turque de 1897 et de la Première guerre balkanique (1912-1913). Son travail avec les blessés lui vaut d'ailleurs d'être décorée, en même temps que sa belle-fille Sophie, de la Croix rouge royale par la reine Victoria du Royaume-Uni en décembre 1897.
Grâce à ses bonnes œuvres, la souveraine se gagne rapidement l'affection de ses sujets et devient ainsi la reine la plus populaire de l'histoire grecque. Malgré tout, elle n'est pas sans soulever quelques polémiques durant le règne de son époux.

#### La crise évangélique
Orthodoxe de naissance, contrairement à son mari qui a été élevé dans la foi luthérienne, la reine Olga prend conscience, en rendant visite aux soldats hellènes blessés à la guerre gréco-turque de 1897, que la plupart sont incapables de lire la Bible. La version du texte sacré alors utilisée par l’Église grecque contient la Septante (traduction grecque de l’Ancien Testament datant du IIIe siècle av. J.-C.) et les originaux grecs du Nouveau Testament (datant du Ier siècle). Mais ces textes sont tous écrits en koinè, autrement dit en grec ancien, alors que la majorité des contemporains de la reine Olga ne la comprend pas et utilise plutôt la katharévousa, version « purifiée » du grec moderne. La reine décide donc de faire traduire la Bible dans une version compréhensible pour un plus grand nombre de Grecs. Mais, ce faisant, elle s’oppose à une partie des élites qui considèrent une telle traduction comme « une renonciation à l’héritage sacré de la Grèce ».

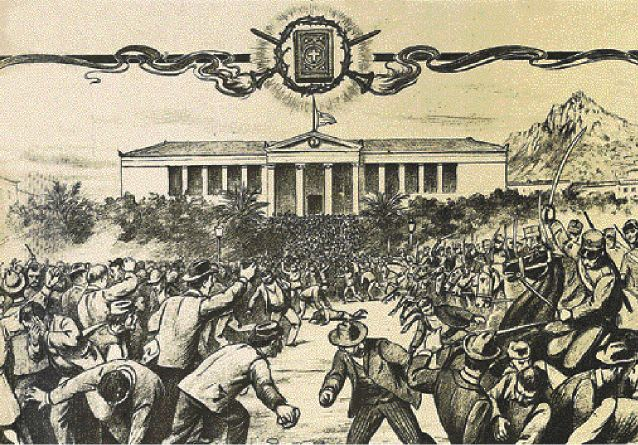
Représentation de l'émeute du 8 novembre 1901, point culminant de la crise évangélique.

C'est en février 1901 que sort la traduction du Nouveau Testament en katharévousa écrite par la secrétaire de la reine, Iulia Somaki, et soutenue par la souveraine. Le texte est vendu à une drachme, prix bien en dessous du coût réel de l’édition, et connaît donc un important succès. Pour atténuer les critiques liées à la traduction, les Évangiles sont publiés dans leurs différentes versions, tant nouvelles qu’originales, et le frontispice de l’édition précise clairement que le texte est destiné à un usage strictement familial et en aucun cas pour l’église. Mais, publiée sans l’aval du Saint Synode (et même en dépit de l'opposition de celui-ci), la Bible d’Olga soulève rapidement les critiques.
À la même époque, une autre traduction du texte sacré est réalisée par Alexandros Pallis, figure importante du mouvement littéraire soutenant l'utilisation de la langue grecque populaire (la dhimotikí) en littérature. La publication de la traduction de Pallis commence le 9 septembre 1901 dans le journal Acropolis. Presque immédiatement, les théologiens puristes dénoncent cette version comme une « insulte contre les vestiges les plus précieux de la nation » tandis qu’une fraction de la presse hellène accuse Pallis et ses soutiens de blasphème et de trahison. Finalement, le patriarche œcuménique de Constantinople Joachim III dénonce la traduction, ce qui alimente davantage les oppositions. Du 5 au 8 novembre, des émeutes, soutenues par des professeurs conservateurs, se produisent à l’Université nationale et capodistrienne d'Athènes. Les étudiants demandent l’excommunication de Pallis et de tous ceux qui sont impliqués dans les traductions bibliques, y compris la reine Olga et l’archevêque d’Athènes, Procope II, qui a supervisé la première traduction à la demande personnelle de la souveraine.
Le conflit entre les émeutiers et la troupe grecque, envoyée pour restaurer l’ordre, fait huit morts et plus de soixante blessés. Pour apaiser la situation, le gouvernement de Georges Ier confisque toutes les copies restantes des traductions bibliques tandis que le Saint-Synode menace d'en excommunier tous les lecteurs. La reine Olga et les autres artisans des traductions ne sont pas condamnés mais les émeutes, connues sous le nom de crise évangélique, provoquent malgré tout la démission du métropolite Procope II et du gouvernement du Premier ministre Geórgios Theotókis.

### Reine douairière

#### L’assassinat de GeorgesIer
En 1913, la Première guerre balkanique se termine par la défaite de l’Empire ottoman, vaincu par les forces grecques, bulgares, serbes et monténégrines coalisées. Le royaume hellène sort considérablement agrandi du conflit mais, rapidement, des dissensions se font sentir entre les puissances alliées : Athènes et Sofia se disputent en effet la possession de Thessalonique et de sa région.

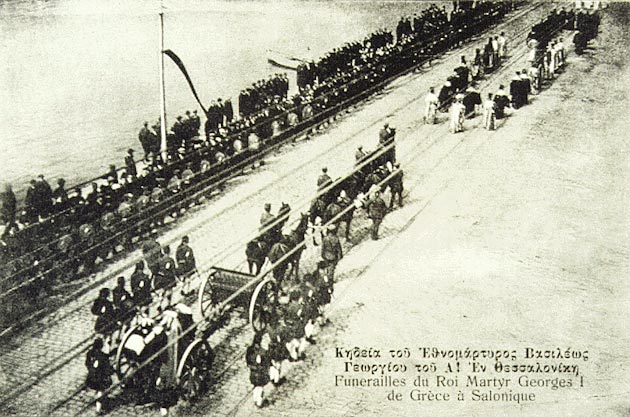
Carte postale souvenir prise lors des funérailles du roi Georges Ier.

Afin d’affirmer le droit des Grecs sur la principale ville de Macédoine, le roi Georges Ier se rend dans la cité quelque temps après sa conquête par le diadoque Constantin, le 8 décembre 1912. Durant son long séjour dans la ville, le souverain sort tous les jours se promener sans escorte dans les rues, comme il en a pris l’habitude à Athènes. Or, le 18 mars 1913, l'anarchiste grec Aléxandros Schinás profite de la quasi-solitude du roi pour l’assassiner d’un coup de feu, alors qu’il se trouve près de la Tour blanche.
Lorsque son époux est assassiné, la reine Olga se trouve loin de lui, à Athènes, et c'est le prince Georges, accompagné du prince André et de la princesse Alice, qui lui annonce la triste nouvelle,. Peu de temps après, la désormais reine Sophie et sa fille la princesse Hélène viennent auprès d'Olga pour la réconforter. Les deux femmes trouvent alors la souveraine pleurant doucement et disant que ce qui vient de se passer « est la volonté de Dieu ». Dès le lendemain, la reine douairière part pour Thessalonique pour visiter les lieux de l'assassinat, se recueillir sur la dépouille du roi, ramener celle-ci à Athènes et l'enterrer à Tatoï après des funérailles.
Pour Olga, ces événements signifient à la fois la perte de son mari et d'une grande partie de ses fonctions officielles. L'arrivée de son fils Constantin Ier sur le trône grec s'accompagne, en effet, de la promotion de l’épouse de celui-ci, la princesse Sophie de Prusse, au rang de nouvelle reine des Hellènes. Désormais reine douairière, Olga s’installe dans une aile du palais royal. Elle ne tarde cependant pas à regagner sa terre natale, où elle passe de longues périodes en compagnie de son frère cadet, le grand-duc Constantin Constantinovitch, et de la famille de celui-ci,.

#### Retour en Russie

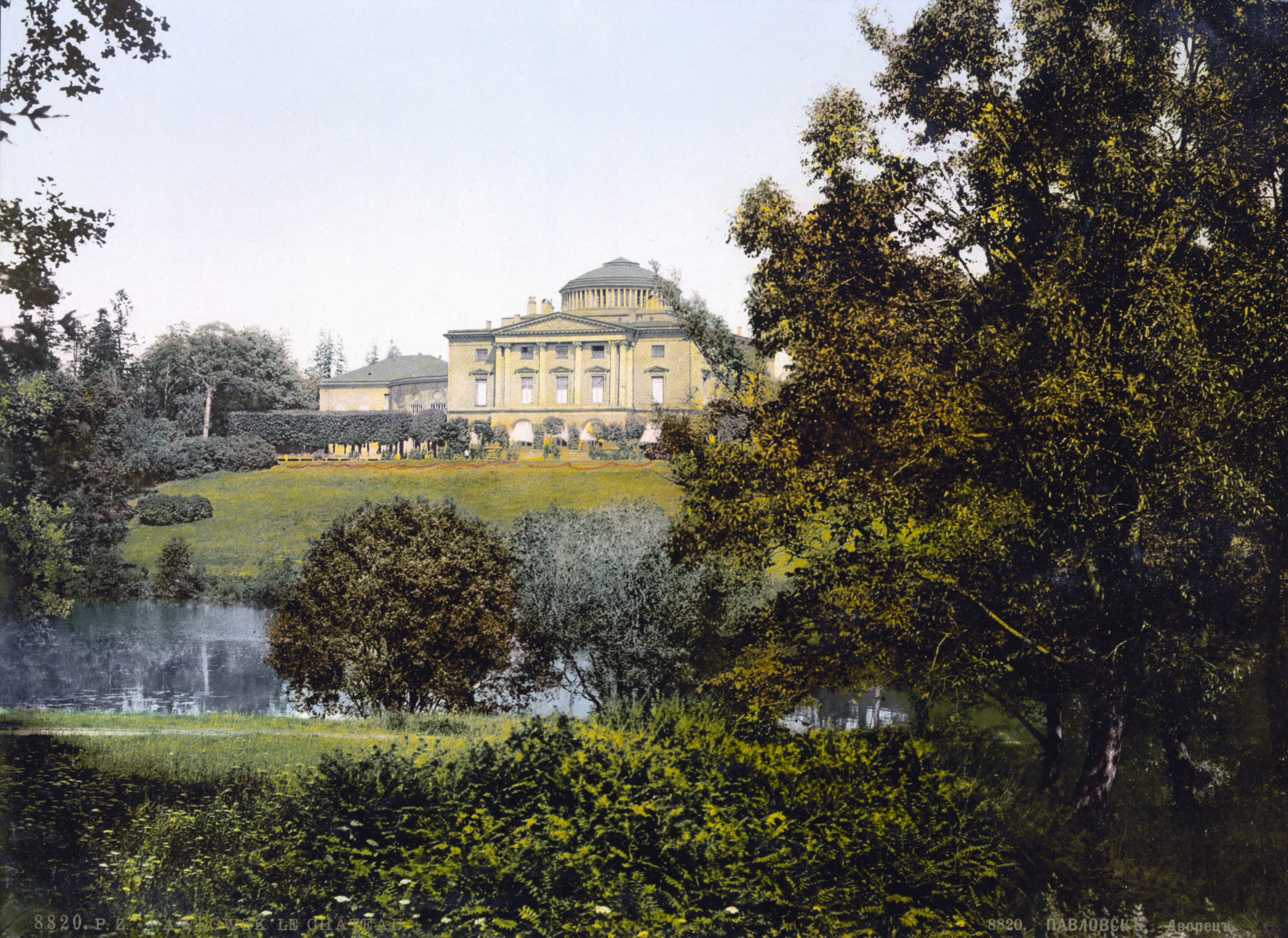
Le palais de Pavlovsk à la fin du XIXe siècle.

En août 1914, Olga se trouve en Russie lorsque éclate la Première Guerre mondiale. La reine décide alors de rester à Saint-Pétersbourg et d’y fonder un hôpital militaire afin de soutenir l'effort de guerre de son pays natal. Cette attitude tranche grandement avec celle de son fils aîné, le roi Constantin Ier, qui se montre beaucoup plus mesuré vis-à-vis des puissances de l’Entente.
Au palais de Pavlovsk, qui appartient désormais au grand-duc Constantin Constantinovitch, la reine ouvre donc un dispensaire où elle soigne des soldats blessés avec sa belle-sœur, la grande-duchesse Élisabeth Mavrikievna. Son travail fait d’ailleurs des émules au sein de la famille impériale et l’une de ses nièces, la princesse Hélène de Serbie, et l’une de ses petites-filles, la grande-duchesse Maria Pavlovna de Russie, fondent des hôpitaux de campagne sur le front,.
Cependant, à mesure que la guerre s’enlise et que la crise s’intensifie en Russie, Olga prend conscience du danger qui guette la famille impériale. Profitant de l’affection que lui portent le tsar Nicolas II et la tsarine Alexandra Feodorovna, la reine des Hellènes tente, en 1916, d’avertir l’impératrice de l’imminence d’une révolution mais cette dernière refuse de l’écouter. Quelques semaines plus tard, Olga s’attire même la fureur de la tsarine après qu’elle a signé une pétition demandant la grâce pour son petit-fils, le grand-duc Dimitri Pavlovitch, exilé sur le front perse pour avoir participé à l'assassinat du mystique Raspoutine,.

#### La révolution russe

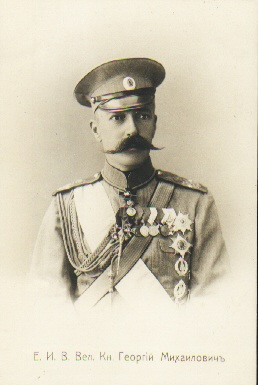
Le grand-duc Georges Mikhaïlovitch, gendre d'Olga et victime de la révolution russe.

Finalement, la révolution survient en février 1917 et le régime tsariste s’effondre. Rapidement, la situation d’Olga et de sa famille devient encore plus difficile. Devant l’isolement du palais de Pavlovsk, la belle-sœur et les neveux de la reine des Hellènes décident de gagner Petrograd mais cette dernière refuse de quitter la résidence de son enfance et elle s’y retrouve bientôt presque seule, accompagnée uniquement d’une jeune domestique nommée Anna Egorova. Du fait de la pénurie, l’alimentation des deux femmes se limite à un peu de pain sec trempé dans de la mauvaise huile. Surtout, à Pavlovsk, leur sécurité est loin d’être assurée. Quelques jours après la révolution d'Octobre et la prise du pouvoir par Lénine, les Bolcheviks envahissent, à deux reprises, le palais princier et le saccagent. Heureusement pour Olga, sa domestique est une femme de caractère qui parvient à la protéger de la foule de révolutionnaires.
À la suite de ces événements, la reine Olga accepte de gagner Petrograd pour quitter la Russie. Mais les Bolcheviks refusent pendant longtemps de la laisser partir et le Schisme national, qui secoue au même moment la Grèce, empêche la souveraine de trouver secours auprès de son propre gouvernement. Après plusieurs mois d’appel à l’aide, c’est donc la légation danoise qui finit par remettre un passeport à la souveraine. Sous le nom d’« Olga Hellènes », elle pénètre en Allemagne à la veille de la défaite des puissances centrales puis gagne la Suisse, début 1919. Dans ce pays, elle retrouve son fils aîné et sa famille, exilés depuis le mois de juin 1917,.
Malgré la peur et l'épuisement, la reine Olga a eu beaucoup de chance durant ces événements. De fait, avec la révolution, dix-sept de ses parents ont trouvé la mort, parmi lesquels ses deux gendres russes, les grands-ducs Paul Alexandrovitch et Georges Mikhaïlovitch, l’un de ses frères, le grand-duc Dimitri Constantinovitch, ainsi que plusieurs de ses neveux et nièces, dont le tsar et la tsarine. Pour la reine des Hellènes, le traumatisme est tel qu’elle souhaite désormais rompre tout lien avec le pays qui a massacré sa famille. Avant de mourir, elle fait ainsi jurer à son petit-fils, le roi Georges II de Grèce, de rapatrier à Tatoï les cendres de la princesse Alexandra, enterrée à la cathédrale Pierre-et-Paul, après sa restauration sur le trône hellène,.

### Premier exil

#### Le Schisme national et la déposition de ConstantinIer

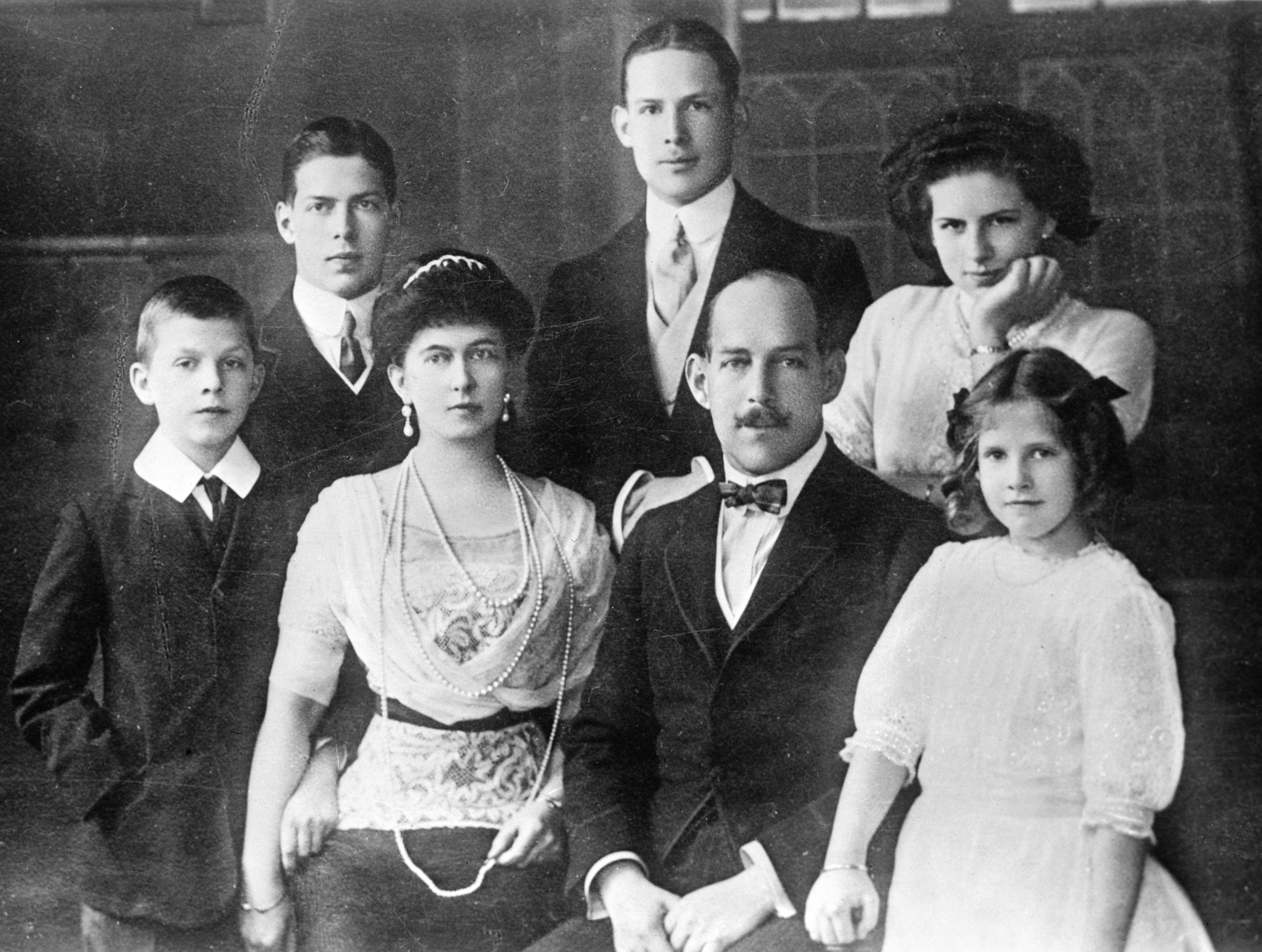
Le roi Constantin Ier de Grèce et sa famille vers 1914. Au centre, on peut voir la reine Sophie et le roi Constantin Ier de Grèce avec, autour d'eux, les futurs rois Paul Ier (roi des Hellènes), Alexandre Ier et Georges II de Grèce ainsi que les futures reines Hélène de Roumanie et Irène de Croatie.

Si les Romanov sont particulièrement touchés par les bouleversements politiques dus à la Première Guerre mondiale, la famille royale de Grèce ne sort pas non plus indemne du conflit. Soutenu par une bonne partie de l’Armée et de l’opinion publique hellènes qui considèrent que la Grèce n'est pas prête à supporter un nouveau conflit, le roi Constantin Ier refuse tout d’abord de faire entrer son pays dans la guerre. Mais sa politique neutraliste s’oppose rapidement à celle de son Premier ministre, Elefthérios Venizélos, et à celle des pays de l’Entente. Constantin Ier étant le beau-frère du kaiser Guillaume II d’Allemagne, il ne tarde pas à être accusé d'avoir une attitude germanophile et le gouvernement athénien est regardé avec suspicion à Londres et surtout à Paris. Profitant de l’isolement diplomatique du souverain et de la bienveillance dont il bénéficie auprès des Alliés, Venizélos établit, en 1916, un gouvernement parallèle à Thessalonique et la Grèce sombre alors dans le Schisme national.
Avec la révolution russe et l'abdication du tsar Nicolas II en mars 1917, Constantin Ier perd le dernier de ses soutiens au sein de l’Entente et il est finalement déposé et exilé en Suisse en juin 1917. Mais les Alliés ne souhaitant ni instaurer la république en Grèce ni voir le diadoque Georges succéder à son père, le souverain est remplacé sur le trône par son deuxième fils, le jeune Alexandre Ier, jugé à la fois plus favorable aux Alliés et plus malléable que son frère aîné. Malgré tout, la monarchie a beau être conservée à Athènes, la réalité du pouvoir est désormais placée entre les mains d’Elefthérios Venizélos, qui redevient Premier ministre tandis que les soutiens du roi destitué sont arrêtés ou exécutés.

#### En Suisse
En Suisse, Constantin Ier et sa famille se retrouvent totalement isolés et désargentés. De fait, depuis le retour d’Elefthérios Venizélos au pouvoir, le gouvernement grec ne verse plus aucune pension aux anciens souverains. Bien plus, il interdit tout contact entre les exilés et le roi Alexandre Ier. De santé déjà fragile, l’ancien souverain sombre peu à peu dans la dépression tandis que son épouse se morfond d’inquiétude pour son mari et pour son fils.
De son côté, Olga se retrouve tout aussi désargentée que ses enfants : la révolution russe et le Schisme national l’ont en effet privée de l’essentiel de ses revenus et elle doit mener en Suisse une existence beaucoup moins fastueuse que par le passé. La reine douairière ne se laisse cependant pas abattre et profite de l’exil pour passer plus de temps avec ses fils Constantin, Nicolas, André et Christophe, dont elle a été séparée tout au long de la Grande Guerre, et pour s’occuper de ses nombreux petits-enfants grecs.

### Régente de Grèce

#### La mort d’AlexandreIer

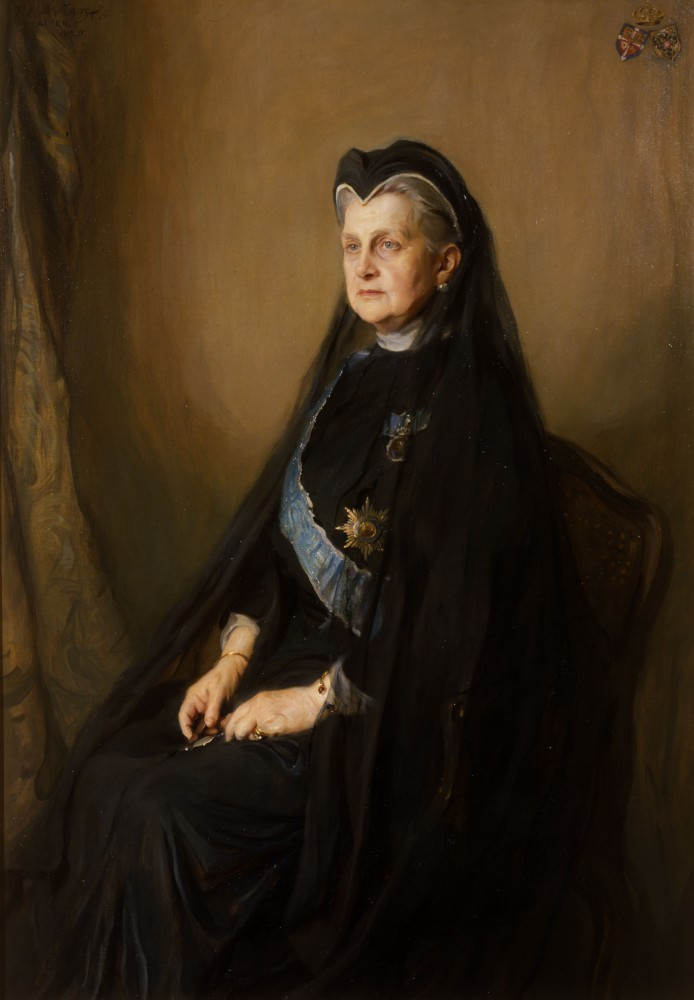
La reine Olga de Grèce par Philip de László, 1914, collection particulière.

Le 2 octobre 1920, le roi Alexandre Ier est mordu par un singe apprivoisé alors qu’il se promène dans le domaine de Tatoï. Rapidement, sa plaie s’infecte et il est atteint de septicémie. Le 19 octobre, il commence à délirer et appelle sa mère à son chevet. Cependant, le gouvernement hellène refuse d’autoriser la reine Sophie à revenir en Grèce.
Très inquiète pour son fils et consciente que seule sa belle-mère trouve encore grâce aux yeux des vénizélistes, l’ancienne souveraine demande à Olga de se rendre à Athènes pour y soigner Alexandre. Après quelques jours de tractations, la reine douairière obtient l’autorisation de rentrer en Grèce mais, retardée par une mer agitée, elle arrive douze heures après la mort de son petit-fils, le 25 octobre. Deux jours plus tard, la dépouille du jeune roi est ensevelie à Tatoï et Olga est le seul membre de la famille royale à pouvoir assister aux funérailles.

#### La question de la succession
À Athènes, la disparition d’Alexandre Ier donne lieu à une grave crise institutionnelle. Toujours opposé au retour de Constantin Ier et du diadoque Georges en Grèce, le gouvernement d'Elefthérios Venizélos offre la couronne hellène au prince Paul, troisième fils du souverain déposé. Cependant, celui-ci refuse de monter sur le trône avant son père et son frère aîné à moins qu’un référendum l’appelle à la tête de l’État,.
Or, la situation des vénizélistes est déjà rendue précaire par les difficultés que connaît Athènes durant la guerre gréco-turque de 1919-1922. Les partisans du roi Constantin Ier connaissent donc un regain de popularité et Venizélos est vaincu aux élections législatives de novembre 1920. Le retour des monarchistes au pouvoir conduit à la démission des cadres vénizélistes et, le 17 novembre, l'amiral Pávlos Koundouriótis, nommé régent au décès d'Alexandre Ier, choisit de quitter ses fonctions. Le nouveau Premier ministre grec, Dimítrios Rállis, demande donc à la reine Olga d'assurer la régence jusqu'au retour de son fils, le 19 décembre 1920. Pendant environ un mois, Olga est placée à la tête du royaume hellène mais son rôle se limite à peu près à préparer la restauration de Constantin.

### Deuxième exil

#### Les conséquences de la guerre gréco-turque

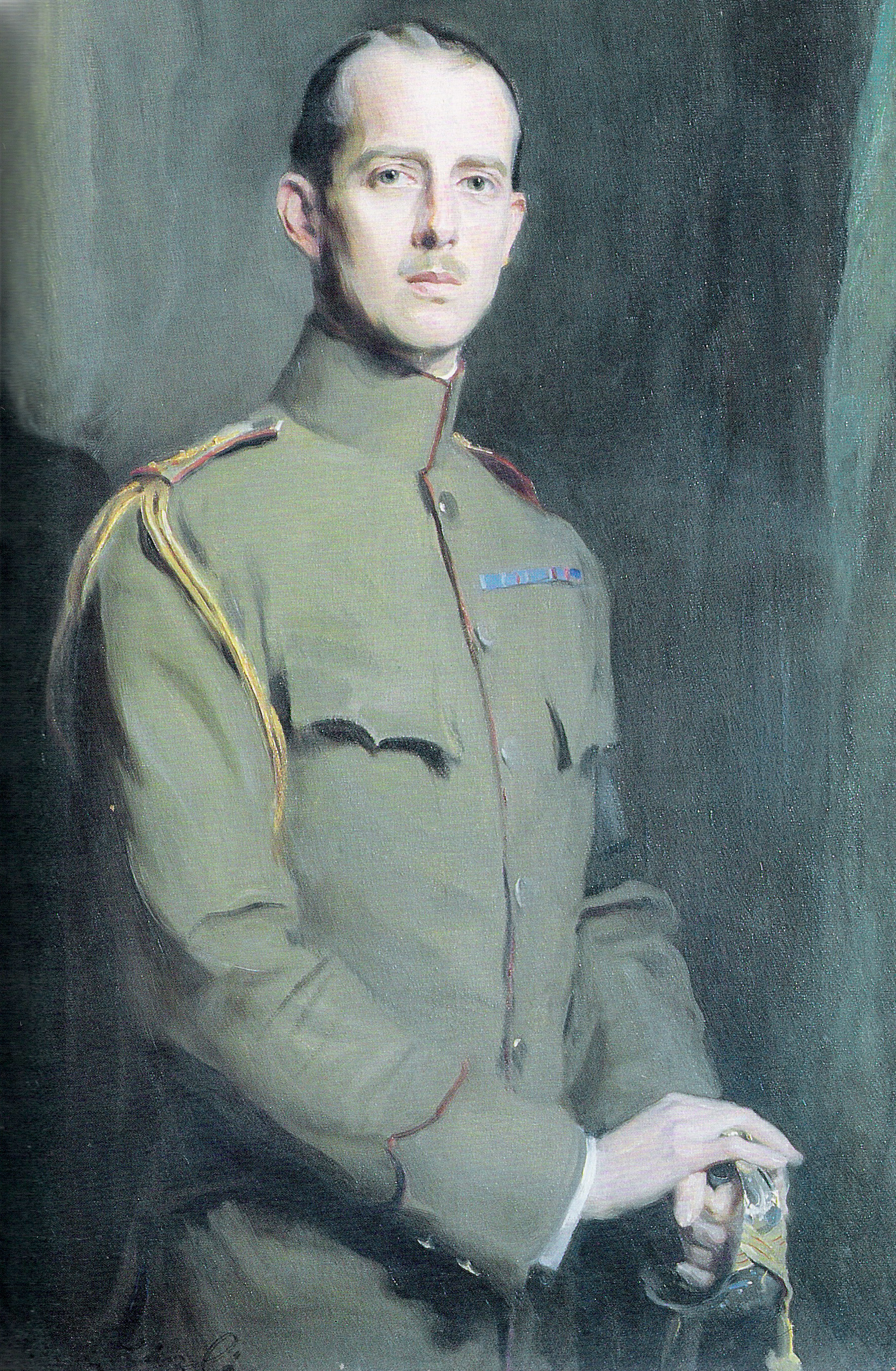
Le prince André de Grèce par Philip de László, 1913, collection du duc d'Édimbourg.

Le retour de Constantin Ier sur le trône se produit dans un contexte particulièrement difficile. La Guerre gréco-turque, déclenchée en mai 1919, se prolonge mais la défaite hellène de la Sakarya de septembre 1921 marque le début du reflux de l'armée grecque tandis que la rancune des alliés vis-à-vis du beau-frère du Kaiser interdit à Athènes de recevoir des soutiens extérieurs,. Mustafa Kemal, le nouveau leader turc, parvient ainsi à reconquérir la région de Smyrne et la Thrace orientale, annexées par Athènes à la fin de la Première Guerre mondiale, tandis que des centaines de milliers de Grecs d'Anatolie sont chassés de chez eux. C'est la « Grande Catastrophe », consacrée par le traité de Lausanne du 24 juillet 1923.
Pour la famille royale, les conséquences de ces événements sont très graves. Le 27 septembre 1922, Constantin Ier doit renoncer au trône pour la seconde fois à la suite du coup d'État du colonel Nikólaos Plastíras. Avec plusieurs autres membres de sa parentèle, dont sa mère, la reine Olga, il part en exil en Italie tandis que son fils aîné lui succède pour quelques mois sur le trône sous le nom Georges II.
Dans le même temps, l'avant dernier enfant de la reine Olga, le prince André, est accusé d’avoir provoqué la défaite grecque face à la Turquie alors qu’il était commandant des troupes hellènes à la Sakarya. Arrêté par les forces du nouveau régime, il est jugé par un tribunal militaire qui menace de le faire exécuter. Face à cette possibilité, la reine douairière fait tout son possible pour sauver son fils : elle contacte les gouvernements occidentaux et profite de son réseau familial pour faire pression sur le gouvernement athénien. Finalement, le prince est libéré et quitte la Grèce avec son épouse et ses enfants,.

#### Une fin de vie itinérante
Une fois sa famille en sécurité, Olga organise sa vie en exil. Contrairement à ses enfants et petits-enfants, l’ex-reine des Hellènes reçoit une pension de la République hellénique, ce qui lui permet d’assurer décemment son existence. Mais son train de vie reste beaucoup plus modeste que du temps de la monarchie. De fait, Olga entretient de sa cassette personnelle de nombreux fidèles et anciens domestiques ayant fui la Grèce et il ne lui reste généralement pas plus de 20 livres par mois pour faire face à ses propres dépenses.

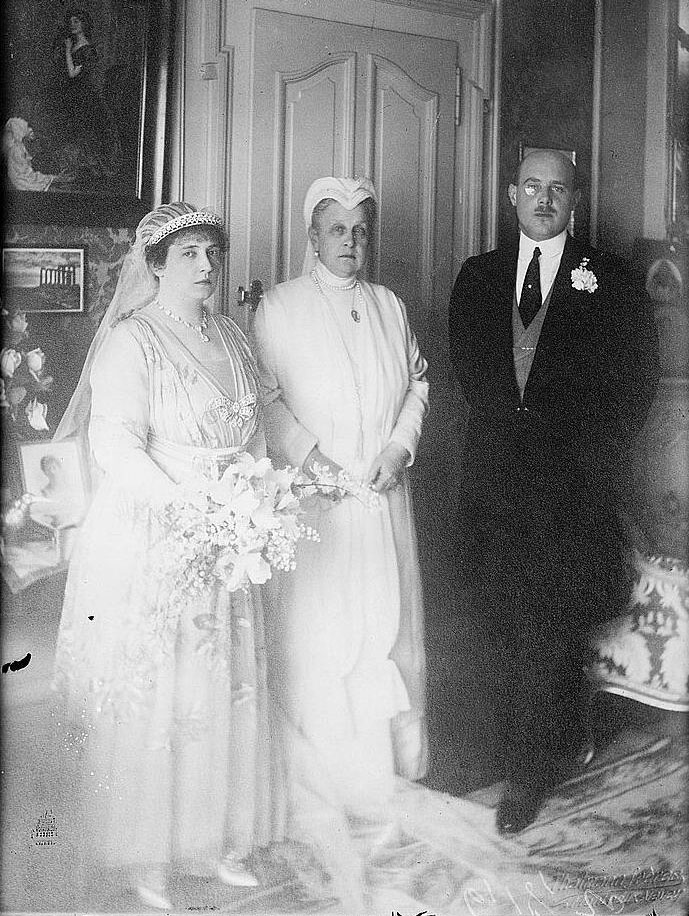
La reine Olga lors du mariage du prince Christophe de Grèce avec sa première épouse, May « Nancy » Stewart (1920).

La reine douairière peut cependant compter sur le soutien de sa famille, disséminée à travers toute l’Europe occidentale. Au Royaume-Uni, où elle ne tarde pas à s’installer une fois le sort du prince André réglé, l’ex-souveraine partage ainsi son existence entre Spencer House, résidence de son fils cadet, le prince Christophe, Regent's Park, où sa fille, la grande-duchesse Marie, loue un hôtel particulier, Sandringham House, palais de sa belle-sœur, la reine Alexandra, et Windsor et Buckingham, où son neveu, le roi George V, lui prête des appartements,. À Paris, où elle séjourne à plusieurs reprises dans le but de suivre un traitement pour ses yeux, elle est hébergée par son deuxième fils, le prince Georges, et par l’épouse de celui-ci, la princesse Marie Bonaparte.
Les dernières années d’Olga sont marquées par les problèmes de santé. En vieillissant, la reine douairière est contrainte de se déplacer en fauteuil roulant tandis que sa vue décline, ce qui donne parfois lieu à des situations cocasses. Ainsi, un jour qu’elle se promène avec un domestique dans les jardins de Windsor, elle confond une statue de Lady Godiva avec celle de la reine Victoria, scène qui fait par la suite beaucoup rire le roi George V. De plus en plus dépendante, Olga finit par s’installer auprès du prince Christophe, devenu veuf de sa première femme, la riche américaine Nancy Stewart en 1923. Elle s’installe alors à la Villa Anastasia de Rome et c’est dans cette résidence qu’elle trouve la mort, le 18 juin 1926,.

#### Funérailles
S’ils sont profondément divisés à propos de leur ancienne famille royale, les Grecs tiennent Olga en haute estime et la nouvelle de sa disparition touche profondément la population hellène. En conséquence, le gouvernement républicain propose à Georges II de financer les funérailles de la reine et de rapatrier sa dépouille sur le territoire national. Cependant, ce dernier et sa famille déclinent l’offre de la République et choisissent d’enterrer la souveraine en Italie, auprès de son fils, le roi Constantin Ier, dont la Grèce n’avait pas voulu à sa mort en 1923.
Le 22 juin 1926, les funérailles d’Olga se déroulent donc à l’église orthodoxe de Rome puis son corps est transféré dans la crypte de l’église russe de Florence,. Dix ans plus tard, en 1936, les cendres de l’ancienne souveraine, de son fils et de sa belle-fille sont finalement rapatriées à Tatoï par le roi Georges II, restauré quelques mois auparavant sur le trône.

## La reine Olga dans la culture

### Exposition
En 2016-2017, une exposition consacrée à la reine Olga est organisée au palais de Peterhof, en Russie, à l'occasion du 165e anniversaire de la naissance de la souveraine.

### En littérature
La reine Olga apparaît dans La Nuit blanche de Saint-Pétersbourg, roman historique du prince Michel de Grèce consacré au grand-duc Nicolas Constantinovitch de Russie, frère aîné de la souveraine.
Olga apparaît également dans King by Chance, le roman biographique de Nicholas Tantzos consacré au roi Georges Ier de Grèce.

### À la télévision
Le rôle d'Olga est interprété par l'actrice grecque Louíza Podimatá dans la mini-série américaine en deux épisodes The First Olympics: Athens 1896, réalisée par Alvin Rakoff (1984).

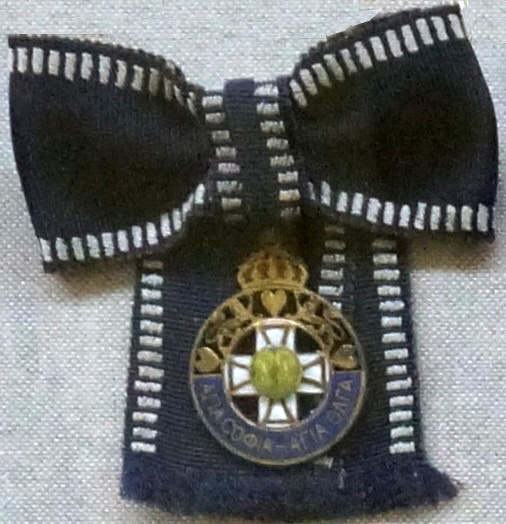
Ruban de l'ordre des Saintes-Olga-et-Sophie.

### En phaléristique
En 1936, l’ordre des Saintes-Olga-et-Sophie (en grec : οικογενειακό τάγμα Αγίων Όλγας και Σοφίας / oikogeneiakon tagma ton agion Olgas kai Sophias) a été créé en référence aux saintes patronnes de la souveraine et de sa belle-fille, la reine Sophie, par le roi Georges II de Grèce.

### En philatélie
Différents timbres à l’effigie de la reine Olga ont été émis par la poste grecque :
- En 1955 et 1957, deux timbres de 0,5 drachmes ;
- En 1963, un timbre de 2,5 drachmes en l’honneur de son activité d’infirmière au sein de la Croix-Rouge[100].

### Dans la Marine
En 1869, le tout premier cuirassé acquis par la marine hellénique est nommé Reine Olga en référence à la nouvelle souveraine grecque.
Entre 1938 et 1943, le Reine Olga D-15 (en grec : Βασίλισσα Όλγα / Vasilissa Olga), un destroyer grec de type Greyhound, porte également le nom de la reine,.

### En botanique
Une rose a été nommée Queen Olga of Greece (en français : Reine Olga de Grèce) en référence à la souveraine.

### En statuaire
Une statue de la reine Olga a été inaugurée à Thessalonique en 2016.

## Arbres généalogiques

### Quartiers de la reine Olga
|  |                                                |  |  |  |  |  |  |  |  |  |  |  |  |  |  |  |  |  |  |
|  | 16. Pierre III de Russie                       |  |  |  |  |  |  |  |  |  |  |  |  |  |  |  |  |  |  |
|  |                                                |  |  |  |  |  |  |  |  |  |  |  |  |  |  |  |  |  |  |
|  |                                                |  |  |  |  |  |  |  |  |  |  |  |  |  |  |  |  |  |  |
|  | 8. Paul Ier de Russie                          |  |  |  |  |  |  |  |  |  |  |  |  |  |  |  |  |  |  |
|  |                                                |  |  |  |  |  |  |  |  |  |  |  |  |  |  |  |  |  |  |
|  |                                                |  |  |  |  |  |  |  |  |  |  |  |  |  |  |  |  |  |  |
|  | 17. Catherine II de Russie                     |  |  |  |  |  |  |  |  |  |  |  |  |  |  |  |  |  |  |
|  |                                                |  |  |  |  |  |  |  |  |  |  |  |  |  |  |  |  |  |  |
|  |                                                |  |  |  |  |  |  |  |  |  |  |  |  |  |  |  |  |  |  |
|  | 4. Nicolas Ier de Russie                       |  |  |  |  |  |  |  |  |  |  |  |  |  |  |  |  |  |  |
|  |                                                |  |  |  |  |  |  |  |  |  |  |  |  |  |  |  |  |  |  |
|  |                                                |  |  |  |  |  |  |  |  |  |  |  |  |  |  |  |  |  |  |
|  | 18. Frédéric II Eugène de Wurtemberg           |  |  |  |  |  |  |  |  |  |  |  |  |  |  |  |  |  |  |
|  |                                                |  |  |  |  |  |  |  |  |  |  |  |  |  |  |  |  |  |  |
|  |                                                |  |  |  |  |  |  |  |  |  |  |  |  |  |  |  |  |  |  |
|  | 9. Sophie-Dorothée de Wurtemberg               |  |  |  |  |  |  |  |  |  |  |  |  |  |  |  |  |  |  |
|  |                                                |  |  |  |  |  |  |  |  |  |  |  |  |  |  |  |  |  |  |
|  |                                                |  |  |  |  |  |  |  |  |  |  |  |  |  |  |  |  |  |  |
|  | 19. Frédérique-Dorothée de Brandebourg-Schwedt |  |  |  |  |  |  |  |  |  |  |  |  |  |  |  |  |  |  |
|  |                                                |  |  |  |  |  |  |  |  |  |  |  |  |  |  |  |  |  |  |
|  |                                                |  |  |  |  |  |  |  |  |  |  |  |  |  |  |  |  |  |  |
|  | 2. Constantin Nikolaïevitch de Russie          |  |  |  |  |  |  |  |  |  |  |  |  |  |  |  |  |  |  |
|  |                                                |  |  |  |  |  |  |  |  |  |  |  |  |  |  |  |  |  |  |
|  |                                                |  |  |  |  |  |  |  |  |  |  |  |  |  |  |  |  |  |  |
|  | 20. Frédéric-Guillaume II de Prusse            |  |  |  |  |  |  |  |  |  |  |  |  |  |  |  |  |  |  |
|  |                                                |  |  |  |  |  |  |  |  |  |  |  |  |  |  |  |  |  |  |
|  |                                                |  |  |  |  |  |  |  |  |  |  |  |  |  |  |  |  |  |  |
|  | 10. Frédéric-Guillaume III de Prusse           |  |  |  |  |  |  |  |  |  |  |  |  |  |  |  |  |  |  |
|  |                                                |  |  |  |  |  |  |  |  |  |  |  |  |  |  |  |  |  |  |
|  |                                                |  |  |  |  |  |  |  |  |  |  |  |  |  |  |  |  |  |  |
|  | 21. Frédérique-Louise de Hesse-Darmstadt       |  |  |  |  |  |  |  |  |  |  |  |  |  |  |  |  |  |  |
|  |                                                |  |  |  |  |  |  |  |  |  |  |  |  |  |  |  |  |  |  |
|  |                                                |  |  |  |  |  |  |  |  |  |  |  |  |  |  |  |  |  |  |
|  | 5. Charlotte de Prusse                         |  |  |  |  |  |  |  |  |  |  |  |  |  |  |  |  |  |  |
|  |                                                |  |  |  |  |  |  |  |  |  |  |  |  |  |  |  |  |  |  |
|  |                                                |  |  |  |  |  |  |  |  |  |  |  |  |  |  |  |  |  |  |
|  | 22. Charles II de Mecklembourg-Strelitz        |  |  |  |  |  |  |  |  |  |  |  |  |  |  |  |  |  |  |
|  |                                                |  |  |  |  |  |  |  |  |  |  |  |  |  |  |  |  |  |  |
|  |                                                |  |  |  |  |  |  |  |  |  |  |  |  |  |  |  |  |  |  |
|  | 11. Louise de Mecklembourg-Strelitz            |  |  |  |  |  |  |  |  |  |  |  |  |  |  |  |  |  |  |
|  |                                                |  |  |  |  |  |  |  |  |  |  |  |  |  |  |  |  |  |  |
|  |                                                |  |  |  |  |  |  |  |  |  |  |  |  |  |  |  |  |  |  |
|  | 23. Frédérique de Hesse-Darmstadt              |  |  |  |  |  |  |  |  |  |  |  |  |  |  |  |  |  |  |
|  |                                                |  |  |  |  |  |  |  |  |  |  |  |  |  |  |  |  |  |  |
|  |                                                |  |  |  |  |  |  |  |  |  |  |  |  |  |  |  |  |  |  |
|  | 1. Olga Constantinovna de Russie               |  |  |  |  |  |  |  |  |  |  |  |  |  |  |  |  |  |  |
|  |                                                |  |  |  |  |  |  |  |  |  |  |  |  |  |  |  |  |  |  |
|  |                                                |  |  |  |  |  |  |  |  |  |  |  |  |  |  |  |  |  |  |
|  | 24. Ernest-Frédéric III de Saxe-Hildburghausen |  |  |  |  |  |  |  |  |  |  |  |  |  |  |  |  |  |  |
|  |                                                |  |  |  |  |  |  |  |  |  |  |  |  |  |  |  |  |  |  |
|  |                                                |  |  |  |  |  |  |  |  |  |  |  |  |  |  |  |  |  |  |
|  | 12. Frédéric Ier de Saxe-Hildburghausen        |  |  |  |  |  |  |  |  |  |  |  |  |  |  |  |  |  |  |
|  |                                                |  |  |  |  |  |  |  |  |  |  |  |  |  |  |  |  |  |  |
|  |                                                |  |  |  |  |  |  |  |  |  |  |  |  |  |  |  |  |  |  |
|  | 25. Ernestine de Saxe-Weimar-Eisenach          |  |  |  |  |  |  |  |  |  |  |  |  |  |  |  |  |  |  |
|  |                                                |  |  |  |  |  |  |  |  |  |  |  |  |  |  |  |  |  |  |
|  |                                                |  |  |  |  |  |  |  |  |  |  |  |  |  |  |  |  |  |  |
|  | 6. Joseph de Saxe-Altenbourg                   |  |  |  |  |  |  |  |  |  |  |  |  |  |  |  |  |  |  |
|  |                                                |  |  |  |  |  |  |  |  |  |  |  |  |  |  |  |  |  |  |
|  |                                                |  |  |  |  |  |  |  |  |  |  |  |  |  |  |  |  |  |  |
|  | 26. Charles II de Mecklembourg-Strelitz        |  |  |  |  |  |  |  |  |  |  |  |  |  |  |  |  |  |  |
|  |                                                |  |  |  |  |  |  |  |  |  |  |  |  |  |  |  |  |  |  |
|  |                                                |  |  |  |  |  |  |  |  |  |  |  |  |  |  |  |  |  |  |
|  | 13. Charlotte de Mecklembourg-Strelitz         |  |  |  |  |  |  |  |  |  |  |  |  |  |  |  |  |  |  |
|  |                                                |  |  |  |  |  |  |  |  |  |  |  |  |  |  |  |  |  |  |
|  |                                                |  |  |  |  |  |  |  |  |  |  |  |  |  |  |  |  |  |  |
|  | 27. Frédérique de Hesse-Darmstadt              |  |  |  |  |  |  |  |  |  |  |  |  |  |  |  |  |  |  |
|  |                                                |  |  |  |  |  |  |  |  |  |  |  |  |  |  |  |  |  |  |
|  |                                                |  |  |  |  |  |  |  |  |  |  |  |  |  |  |  |  |  |  |
|  | 3. Alexandra de Saxe-Altenbourg                |  |  |  |  |  |  |  |  |  |  |  |  |  |  |  |  |  |  |
|  |                                                |  |  |  |  |  |  |  |  |  |  |  |  |  |  |  |  |  |  |
|  |                                                |  |  |  |  |  |  |  |  |  |  |  |  |  |  |  |  |  |  |
|  | 28. Frédéric II Eugène de Wurtemberg           |  |  |  |  |  |  |  |  |  |  |  |  |  |  |  |  |  |  |
|  |                                                |  |  |  |  |  |  |  |  |  |  |  |  |  |  |  |  |  |  |
|  |                                                |  |  |  |  |  |  |  |  |  |  |  |  |  |  |  |  |  |  |
|  | 14. Louis-Frédéric de Wurtemberg               |  |  |  |  |  |  |  |  |  |  |  |  |  |  |  |  |  |  |
|  |                                                |  |  |  |  |  |  |  |  |  |  |  |  |  |  |  |  |  |  |
|  |                                                |  |  |  |  |  |  |  |  |  |  |  |  |  |  |  |  |  |  |
|  | 29. Frédérique-Dorothée de Brandebourg-Schwedt |  |  |  |  |  |  |  |  |  |  |  |  |  |  |  |  |  |  |
|  |                                                |  |  |  |  |  |  |  |  |  |  |  |  |  |  |  |  |  |  |
|  |                                                |  |  |  |  |  |  |  |  |  |  |  |  |  |  |  |  |  |  |
|  | 7. Amélie de Wurtemberg                        |  |  |  |  |  |  |  |  |  |  |  |  |  |  |  |  |  |  |
|  |                                                |  |  |  |  |  |  |  |  |  |  |  |  |  |  |  |  |  |  |
|  |                                                |  |  |  |  |  |  |  |  |  |  |  |  |  |  |  |  |  |  |
|  | 30. Frédéric-Guillaume de Nassau-Weilbourg     |  |  |  |  |  |  |  |  |  |  |  |  |  |  |  |  |  |  |
|  |                                                |  |  |  |  |  |  |  |  |  |  |  |  |  |  |  |  |  |  |
|  |                                                |  |  |  |  |  |  |  |  |  |  |  |  |  |  |  |  |  |  |
|  | 15. Henriette de Nassau-Weilbourg              |  |  |  |  |  |  |  |  |  |  |  |  |  |  |  |  |  |  |
|  |                                                |  |  |  |  |  |  |  |  |  |  |  |  |  |  |  |  |  |  |
|  |                                                |  |  |  |  |  |  |  |  |  |  |  |  |  |  |  |  |  |  |
|  | 31. Louise de Kirchberg                        |  |  |  |  |  |  |  |  |  |  |  |  |  |  |  |  |  |  |
|  |                                                |  |  |  |  |  |  |  |  |  |  |  |  |  |  |  |  |  |  |
|  |                                                |  |  |  |  |  |  |  |  |  |  |  |  |  |  |  |  |  |  |

### Les origines byzantines de la reine Olga (filiation matrilinéaire)
1. Euphrosyne Doukaina Kamatera (1155-1211) et Alexis III Ange (v. 1153 - v. 1211)
2. Anne Ange (1175-1212) et Théodore Ier Lascaris (v. 1174-1221)
3. Marie Lascaris (1206-1270) et Béla IV de Hongrie (1206-1270)
4. Yolande de Hongrie (1235-1298) et Boleslas de Grande-Pologne (v. 1224-1279)
5. Élisabeth de Grande-Pologne (1263-1304) et Henri V de Legnica (v. 1245-1296)
6. Euphémie de Legnica (v. 1278-1347) et Othon III de Carinthie (v. 1265-1310)
7. Élisabeth de Carinthie (1298-1347) et  Pierre II de Sicile (1305-1342)
8. Béatrice de Sicile (1326–1365) et Robert II du Palatinat (1325-1398)
9. Anne de Palatinat (1346-1415) et Guillaume II de Berg (1338-1408)
10. Marguerite de Berg (1364-1442) et Othon Ier de Brunswick-Göttingen (v.  1340-1394)
11. Élisabeth de Brunswick-Göttingen (d. 1344) et Éric de Brunswick-Grubenhagen (v. 1383-1427)
12. Anne de Brunswick-Grubenhagen (1414-1474) et Albert III de Bavière (1401-1460)
13. Élisabeth de Bavière (1443-1484) et Ernest de Saxe (1441-1486)
14. Christine de Saxe (1461-1521) et Jean Ier de Danemark (1455-1513)
15. Élisabeth de Danemark (1485–1555) et Joachim Ier Nestor de Brandebourg (1484-1535)
16. Marguerite de Brandebourg (1511-1577) et Jean V d'Anhalt-Dessau (1504-1551)
17. Marie d'Anhalt-Zerbst (1538–1563) et Albert X de Barby-Mühlingen (1534-1588)
18. Marie de Barby-Mühlingen (1563-1619) et Georges III d'Erbach (1548-1605)
19. Louise-Julienne d'Erbach (1603-1670) et Ernest de Sayn-Wittgenstein (1594-1632)
20. Jeannette de Sayn-Wittgenstein (1632-1701) et Jean-Georges Ier de Saxe-Eisenach (1634-1686)
21. Éléonore-Erdmuthe de Saxe-Eisenach (1651-1680) et Jean-Frédéric de Brandebourg-Ansbach (1654-1686)
22. Caroline d'Ansbach (1683-1737) et Georges II de Grande-Bretagne (1683-1760)
23. Anne de Grande-Bretagne (1709-1759) et Guillaume IV d'Orange-Nassau (1711-1751)
24. Caroline d'Orange-Nassau (1743-1787) et Charles-Christian de Nassau-Weilbourg (1735-1788)
25. Henriette de Nassau-Weilbourg (1780-1857) et Louis-Frédéric de Wurtemberg (1756-1817)
26. Amélie de Wurtemberg (1799-1848) et Joseph de Saxe-Altenbourg (1789-1868)
27. Alexandra de Saxe-Altenbourg (1830-1911) et Constantin Nikolaïevitch de Russie (1827-1892)
28. Olga Constantinovna de Russie (1851-1926)

### La descendance européenne d'Olga et de GeorgesIer
|                                                                                 |                                                                                 |                                                                                 |                                                                                 |                                                                                 |                                                                                 |                                                                          |                                                                          |                                                                          |                                                                          |                                                                  |                                                                  |                                                                  |                                                                  |  |  |                                                          |                                                          |                                                          |                                                          |                                                          |                                                          |                                        |                                        |                                                                               |                                                                               |                                                                               |                                                                               |                                                                               |                                                                               |  |  | Georges Ier Roi des Hellènes                        | Georges Ier Roi des Hellènes                        | Georges Ier Roi des Hellènes                        | Georges Ier Roi des Hellènes                        | Georges Ier Roi des Hellènes                        | Georges Ier Roi des Hellènes                        |  |  | Olga Gde-Dsse de Russie                            | Olga Gde-Dsse de Russie                            | Olga Gde-Dsse de Russie                            | Olga Gde-Dsse de Russie                            | Olga Gde-Dsse de Russie                            | Olga Gde-Dsse de Russie                            |                                                   |                                                   |                                                   |                                                   |                                               |                                               |                                               |                                               |                                                   |                                                   |                                                           |                                                           |                                                           |                                                           |                                                           |                                                           |  |  |                                                             |                                                             |                                                             |                                                             |                                                             |                                                             |  |  |                                                       |                                                       |                                                       |                                                       |                                                       |                                                       |                                                       |                                                       |                                                       |                                                       |                                                       |                                                       |                                                 |                                                 |  |  |  |  |  |  |  |  |  |  |  |  |  |  |  |  |  |  |  |  |  |  |  |  |  |  |  |  |  |  |  |  |  |  |  |  |  |  |  |  |  |  |  |  |  |  |  |  |  |  |  |  |  |  |  |  |  |  |  |  |  |  |  |  |  |  |
|                                                                                 |                                                                                 |                                                                                 |                                                                                 |                                                                                 |                                                                                 |                                                                          |                                                                          |                                                                          |                                                                          |                                                                  |                                                                  |                                                                  |                                                                  |  |  |                                                          |                                                          |                                                          |                                                          |                                                          |                                                          |                                        |                                        |                                                                               |                                                                               |                                                                               |                                                                               |                                                                               |                                                                               |  |  | Georges Ier Roi des Hellènes                        | Georges Ier Roi des Hellènes                        | Georges Ier Roi des Hellènes                        | Georges Ier Roi des Hellènes                        | Georges Ier Roi des Hellènes                        | Georges Ier Roi des Hellènes                        |  |  | Olga Gde-Dsse de Russie                            | Olga Gde-Dsse de Russie                            | Olga Gde-Dsse de Russie                            | Olga Gde-Dsse de Russie                            | Olga Gde-Dsse de Russie                            | Olga Gde-Dsse de Russie                            |                                                   |                                                   |                                                   |                                                   |                                               |                                               |                                               |                                               |                                                   |                                                   |                                                           |                                                           |                                                           |                                                           |                                                           |                                                           |  |  |                                                             |                                                             |                                                             |                                                             |                                                             |                                                             |  |  |                                                       |                                                       |                                                       |                                                       |                                                       |                                                       |                                                       |                                                       |                                                       |                                                       |                                                       |                                                       |                                                 |                                                 |  |  |  |  |  |  |  |  |  |  |  |  |  |  |  |  |  |  |  |  |  |  |  |  |  |  |  |  |  |  |  |  |  |  |  |  |  |  |  |  |  |  |  |  |  |  |  |  |  |  |  |  |  |  |  |  |  |  |  |  |  |  |  |  |  |  |
|                                                                                 |                                                                                 |                                                                                 |                                                                                 |                                                                                 |                                                                                 |                                                                          |                                                                          |                                                                          |                                                                          |                                                                  |                                                                  |                                                                  |                                                                  |  |  |                                                          |                                                          |                                                          |                                                          |                                                          |                                                          |                                        |                                        |                                                                               |                                                                               |                                                                               |                                                                               |                                                                               |                                                                               |  |  |                                                     |                                                     |                                                     |                                                     |                                                     |                                                     |  |  |                                                    |                                                    |                                                    |                                                    |                                                    |                                                    |                                                   |                                                   |                                                   |                                                   |                                               |                                               |                                               |                                               |                                                   |                                                   |                                                           |                                                           |                                                           |                                                           |                                                           |                                                           |  |  |                                                             |                                                             |                                                             |                                                             |                                                             |                                                             |  |  |                                                       |                                                       |                                                       |                                                       |                                                       |                                                       |                                                       |                                                       |                                                       |                                                       |                                                       |                                                       |                                                 |                                                 |  |  |  |  |  |  |  |  |  |  |  |  |  |  |  |  |  |  |  |  |  |  |  |  |  |  |  |  |  |  |  |  |  |  |  |  |  |  |  |  |  |  |  |  |  |  |  |  |  |  |  |  |  |  |  |  |  |  |  |  |  |  |  |  |  |  |
|                                                                                 |                                                                                 |                                                                                 |                                                                                 |                                                                                 |                                                                                 |                                                                          |                                                                          |                                                                          |                                                                          |                                                                  |                                                                  |                                                                  |                                                                  |  |  |                                                          |                                                          |                                                          |                                                          |                                                          |                                                          |                                        |                                        |                                                                               |                                                                               |                                                                               |                                                                               |                                                                               |                                                                               |  |  |                                                     |                                                     |                                                     |                                                     |                                                     |                                                     |  |  |                                                    |                                                    |                                                    |                                                    |                                                    |                                                    |                                                   |                                                   |                                                   |                                                   |                                               |                                               |                                               |                                               |                                                   |                                                   |                                                           |                                                           |                                                           |                                                           |                                                           |                                                           |  |  |                                                             |                                                             |                                                             |                                                             |                                                             |                                                             |  |  |                                                       |                                                       |                                                       |                                                       |                                                       |                                                       |                                                       |                                                       |                                                       |                                                       |                                                       |                                                       |                                                 |                                                 |  |  |  |  |  |  |  |  |  |  |  |  |  |  |  |  |  |  |  |  |  |  |  |  |  |  |  |  |  |  |  |  |  |  |  |  |  |  |  |  |  |  |  |  |  |  |  |  |  |  |  |  |  |  |  |  |  |  |  |  |  |  |  |  |  |  |
|                                                                                 |                                                                                 |                                                                                 |                                                                                 |                                                                                 |                                                                                 |                                                                          |                                                                          |                                                                          |                                                                          |                                                                  |                                                                  |                                                                  |                                                                  |  |  |                                                          |                                                          |                                                          |                                                          |                                                          |                                                          |                                        |                                        |                                                                               |                                                                               |                                                                               |                                                                               |                                                                               |                                                                               |  |  |                                                     |                                                     |                                                     |                                                     |                                                     |                                                     |  |  |                                                    |                                                    |                                                    |                                                    |                                                    |                                                    |                                                   |                                                   |                                                   |                                                   |                                               |                                               |                                               |                                               |                                                   |                                                   |                                                           |                                                           |                                                           |                                                           |                                                           |                                                           |  |  |                                                             |                                                             |                                                             |                                                             |                                                             |                                                             |  |  |                                                       |                                                       |                                                       |                                                       |                                                       |                                                       |                                                       |                                                       |                                                       |                                                       |                                                       |                                                       |                                                 |                                                 |  |  |  |  |  |  |  |  |  |  |  |  |  |  |  |  |  |  |  |  |  |  |  |  |  |  |  |  |  |  |  |  |  |  |  |  |  |  |  |  |  |  |  |  |  |  |  |  |  |  |  |  |  |  |  |  |  |  |  |  |  |  |  |  |  |  |
|                                                                                 |                                                                                 |                                                                                 |                                                                                 | Constantin Ier Roi des Hellènes ∞ Sophie, Pcesse de Prusse & d'Allemagne        | Constantin Ier Roi des Hellènes ∞ Sophie, Pcesse de Prusse & d'Allemagne        | Constantin Ier Roi des Hellènes ∞ Sophie, Pcesse de Prusse & d'Allemagne | Constantin Ier Roi des Hellènes ∞ Sophie, Pcesse de Prusse & d'Allemagne | Constantin Ier Roi des Hellènes ∞ Sophie, Pcesse de Prusse & d'Allemagne | Constantin Ier Roi des Hellènes ∞ Sophie, Pcesse de Prusse & d'Allemagne |                                                                  |                                                                  |                                                                  |                                                                  |  |  |                                                          |                                                          | Georges Pce de Grèce ∞ Marie Bonaparte                   | Georges Pce de Grèce ∞ Marie Bonaparte                   | Georges Pce de Grèce ∞ Marie Bonaparte                   | Georges Pce de Grèce ∞ Marie Bonaparte                   | Georges Pce de Grèce ∞ Marie Bonaparte | Georges Pce de Grèce ∞ Marie Bonaparte |                                                                               |                                                                               |                                                                               |                                                                               |                                                                               |                                                                               |  |  | Alexandra Pcesse de Grèce ∞ Paul, Gd-duc de Russie  | Alexandra Pcesse de Grèce ∞ Paul, Gd-duc de Russie  | Alexandra Pcesse de Grèce ∞ Paul, Gd-duc de Russie  | Alexandra Pcesse de Grèce ∞ Paul, Gd-duc de Russie  | Alexandra Pcesse de Grèce ∞ Paul, Gd-duc de Russie  | Alexandra Pcesse de Grèce ∞ Paul, Gd-duc de Russie  |  |  |                                                    |                                                    |                                                    |                                                    | Nicolas Pce de Grèce ∞ Hélène, Gde-Dsse de Russie  | Nicolas Pce de Grèce ∞ Hélène, Gde-Dsse de Russie  | Nicolas Pce de Grèce ∞ Hélène, Gde-Dsse de Russie | Nicolas Pce de Grèce ∞ Hélène, Gde-Dsse de Russie | Nicolas Pce de Grèce ∞ Hélène, Gde-Dsse de Russie | Nicolas Pce de Grèce ∞ Hélène, Gde-Dsse de Russie |                                               |                                               |                                               |                                               | Marie Pcesse de Grèce ∞ Georges, Gd-duc de Russie | Marie Pcesse de Grèce ∞ Georges, Gd-duc de Russie | Marie Pcesse de Grèce ∞ Georges, Gd-duc de Russie         | Marie Pcesse de Grèce ∞ Georges, Gd-duc de Russie         | Marie Pcesse de Grèce ∞ Georges, Gd-duc de Russie         | Marie Pcesse de Grèce ∞ Georges, Gd-duc de Russie         |                                                           |                                                           |  |  | André Pce de Grèce ∞ Alice, Pcesse de Battenberg            | André Pce de Grèce ∞ Alice, Pcesse de Battenberg            | André Pce de Grèce ∞ Alice, Pcesse de Battenberg            | André Pce de Grèce ∞ Alice, Pcesse de Battenberg            | André Pce de Grèce ∞ Alice, Pcesse de Battenberg            | André Pce de Grèce ∞ Alice, Pcesse de Battenberg            |  |  |                                                       |                                                       |                                                       |                                                       |                                                       |                                                       | Christophe Pce de Grèce ∞ Françoise, Pcesse d'Orléans | Christophe Pce de Grèce ∞ Françoise, Pcesse d'Orléans | Christophe Pce de Grèce ∞ Françoise, Pcesse d'Orléans | Christophe Pce de Grèce ∞ Françoise, Pcesse d'Orléans | Christophe Pce de Grèce ∞ Françoise, Pcesse d'Orléans | Christophe Pce de Grèce ∞ Françoise, Pcesse d'Orléans |                                                 |                                                 |  |  |  |  |  |  |  |  |  |  |  |  |  |  |  |  |  |  |  |  |  |  |  |  |  |  |  |  |  |  |  |  |  |  |  |  |  |  |  |  |  |  |  |  |  |  |  |  |  |  |  |  |  |  |  |  |  |  |  |  |  |  |  |  |  |  |
|                                                                                 |                                                                                 |                                                                                 |                                                                                 | Constantin Ier Roi des Hellènes ∞ Sophie, Pcesse de Prusse & d'Allemagne        | Constantin Ier Roi des Hellènes ∞ Sophie, Pcesse de Prusse & d'Allemagne        | Constantin Ier Roi des Hellènes ∞ Sophie, Pcesse de Prusse & d'Allemagne | Constantin Ier Roi des Hellènes ∞ Sophie, Pcesse de Prusse & d'Allemagne | Constantin Ier Roi des Hellènes ∞ Sophie, Pcesse de Prusse & d'Allemagne | Constantin Ier Roi des Hellènes ∞ Sophie, Pcesse de Prusse & d'Allemagne |                                                                  |                                                                  |                                                                  |                                                                  |  |  |                                                          |                                                          | Georges Pce de Grèce ∞ Marie Bonaparte                   | Georges Pce de Grèce ∞ Marie Bonaparte                   | Georges Pce de Grèce ∞ Marie Bonaparte                   | Georges Pce de Grèce ∞ Marie Bonaparte                   | Georges Pce de Grèce ∞ Marie Bonaparte | Georges Pce de Grèce ∞ Marie Bonaparte |                                                                               |                                                                               |                                                                               |                                                                               |                                                                               |                                                                               |  |  | Alexandra Pcesse de Grèce ∞ Paul, Gd-duc de Russie  | Alexandra Pcesse de Grèce ∞ Paul, Gd-duc de Russie  | Alexandra Pcesse de Grèce ∞ Paul, Gd-duc de Russie  | Alexandra Pcesse de Grèce ∞ Paul, Gd-duc de Russie  | Alexandra Pcesse de Grèce ∞ Paul, Gd-duc de Russie  | Alexandra Pcesse de Grèce ∞ Paul, Gd-duc de Russie  |  |  |                                                    |                                                    |                                                    |                                                    | Nicolas Pce de Grèce ∞ Hélène, Gde-Dsse de Russie  | Nicolas Pce de Grèce ∞ Hélène, Gde-Dsse de Russie  | Nicolas Pce de Grèce ∞ Hélène, Gde-Dsse de Russie | Nicolas Pce de Grèce ∞ Hélène, Gde-Dsse de Russie | Nicolas Pce de Grèce ∞ Hélène, Gde-Dsse de Russie | Nicolas Pce de Grèce ∞ Hélène, Gde-Dsse de Russie |                                               |                                               |                                               |                                               | Marie Pcesse de Grèce ∞ Georges, Gd-duc de Russie | Marie Pcesse de Grèce ∞ Georges, Gd-duc de Russie | Marie Pcesse de Grèce ∞ Georges, Gd-duc de Russie         | Marie Pcesse de Grèce ∞ Georges, Gd-duc de Russie         | Marie Pcesse de Grèce ∞ Georges, Gd-duc de Russie         | Marie Pcesse de Grèce ∞ Georges, Gd-duc de Russie         |                                                           |                                                           |  |  | André Pce de Grèce ∞ Alice, Pcesse de Battenberg            | André Pce de Grèce ∞ Alice, Pcesse de Battenberg            | André Pce de Grèce ∞ Alice, Pcesse de Battenberg            | André Pce de Grèce ∞ Alice, Pcesse de Battenberg            | André Pce de Grèce ∞ Alice, Pcesse de Battenberg            | André Pce de Grèce ∞ Alice, Pcesse de Battenberg            |  |  |                                                       |                                                       |                                                       |                                                       |                                                       |                                                       | Christophe Pce de Grèce ∞ Françoise, Pcesse d'Orléans | Christophe Pce de Grèce ∞ Françoise, Pcesse d'Orléans | Christophe Pce de Grèce ∞ Françoise, Pcesse d'Orléans | Christophe Pce de Grèce ∞ Françoise, Pcesse d'Orléans | Christophe Pce de Grèce ∞ Françoise, Pcesse d'Orléans | Christophe Pce de Grèce ∞ Françoise, Pcesse d'Orléans |                                                 |                                                 |  |  |  |  |  |  |  |  |  |  |  |  |  |  |  |  |  |  |  |  |  |  |  |  |  |  |  |  |  |  |  |  |  |  |  |  |  |  |  |  |  |  |  |  |  |  |  |  |  |  |  |  |  |  |  |  |  |  |  |  |  |  |  |  |  |  |
|                                                                                 |                                                                                 |                                                                                 |                                                                                 |                                                                                 |                                                                                 |                                                                          |                                                                          |                                                                          |                                                                          |                                                                  |                                                                  |                                                                  |                                                                  |  |  |                                                          |                                                          |                                                          |                                                          |                                                          |                                                          |                                        |                                        |                                                                               |                                                                               |                                                                               |                                                                               |                                                                               |                                                                               |  |  |                                                     |                                                     |                                                     |                                                     |                                                     |                                                     |  |  |                                                    |                                                    |                                                    |                                                    |                                                    |                                                    |                                                   |                                                   |                                                   |                                                   |                                               |                                               |                                               |                                               |                                                   |                                                   |                                                           |                                                           |                                                           |                                                           |                                                           |                                                           |  |  |                                                             |                                                             |                                                             |                                                             |                                                             |                                                             |  |  |                                                       |                                                       |                                                       |                                                       |                                                       |                                                       |                                                       |                                                       |                                                       |                                                       |                                                       |                                                       |                                                 |                                                 |  |  |  |  |  |  |  |  |  |  |  |  |  |  |  |  |  |  |  |  |  |  |  |  |  |  |  |  |  |  |  |  |  |  |  |  |  |  |  |  |  |  |  |  |  |  |  |  |  |  |  |  |  |  |  |  |  |  |  |  |  |  |  |  |  |  |
|                                                                                 |                                                                                 |                                                                                 |                                                                                 |                                                                                 |                                                                                 |                                                                          |                                                                          |                                                                          |                                                                          |                                                                  |                                                                  |                                                                  |                                                                  |  |  |                                                          |                                                          |                                                          |                                                          |                                                          |                                                          |                                        |                                        |                                                                               |                                                                               |                                                                               |                                                                               |                                                                               |                                                                               |  |  |                                                     |                                                     |                                                     |                                                     |                                                     |                                                     |  |  |                                                    |                                                    |                                                    |                                                    |                                                    |                                                    |                                                   |                                                   |                                                   |                                                   |                                               |                                               |                                               |                                               |                                                   |                                                   |                                                           |                                                           |                                                           |                                                           |                                                           |                                                           |  |  |                                                             |                                                             |                                                             |                                                             |                                                             |                                                             |  |  |                                                       |                                                       |                                                       |                                                       |                                                       |                                                       |                                                       |                                                       |                                                       |                                                       |                                                       |                                                       |                                                 |                                                 |  |  |  |  |  |  |  |  |  |  |  |  |  |  |  |  |  |  |  |  |  |  |  |  |  |  |  |  |  |  |  |  |  |  |  |  |  |  |  |  |  |  |  |  |  |  |  |  |  |  |  |  |  |  |  |  |  |  |  |  |  |  |  |  |  |  |
| Alexandre Ier Roi des Hellènes ∞ Aspasía Mános                                  | Alexandre Ier Roi des Hellènes ∞ Aspasía Mános                                  | Alexandre Ier Roi des Hellènes ∞ Aspasía Mános                                  | Alexandre Ier Roi des Hellènes ∞ Aspasía Mános                                  | Alexandre Ier Roi des Hellènes ∞ Aspasía Mános                                  | Alexandre Ier Roi des Hellènes ∞ Aspasía Mános                                  |                                                                          |                                                                          | Georges II Roi des Hellènes ∞ Élisabeth, Pcesse de Roumanie              | Georges II Roi des Hellènes ∞ Élisabeth, Pcesse de Roumanie              | Georges II Roi des Hellènes ∞ Élisabeth, Pcesse de Roumanie      | Georges II Roi des Hellènes ∞ Élisabeth, Pcesse de Roumanie      | Georges II Roi des Hellènes ∞ Élisabeth, Pcesse de Roumanie      | Georges II Roi des Hellènes ∞ Élisabeth, Pcesse de Roumanie      |  |  | Paul Ier Roi des Hellènes ∞ Frederika, Pcesse de Hanovre | Paul Ier Roi des Hellènes ∞ Frederika, Pcesse de Hanovre | Paul Ier Roi des Hellènes ∞ Frederika, Pcesse de Hanovre | Paul Ier Roi des Hellènes ∞ Frederika, Pcesse de Hanovre | Paul Ier Roi des Hellènes ∞ Frederika, Pcesse de Hanovre | Paul Ier Roi des Hellènes ∞ Frederika, Pcesse de Hanovre |                                        |                                        | Hélène Pcesse de Grèce ∞ Carol II, Roi de Roumanie                            | Hélène Pcesse de Grèce ∞ Carol II, Roi de Roumanie                            | Hélène Pcesse de Grèce ∞ Carol II, Roi de Roumanie                            | Hélène Pcesse de Grèce ∞ Carol II, Roi de Roumanie                            | Hélène Pcesse de Grèce ∞ Carol II, Roi de Roumanie                            | Hélène Pcesse de Grèce ∞ Carol II, Roi de Roumanie                            |  |  | Irène Pcesse de Grèce ∞ Tomislav II, Roi de Croatie | Irène Pcesse de Grèce ∞ Tomislav II, Roi de Croatie | Irène Pcesse de Grèce ∞ Tomislav II, Roi de Croatie | Irène Pcesse de Grèce ∞ Tomislav II, Roi de Croatie | Irène Pcesse de Grèce ∞ Tomislav II, Roi de Croatie | Irène Pcesse de Grèce ∞ Tomislav II, Roi de Croatie |  |  | Olga Pcesse de Grèce ∞ Paul, Régent de Yougoslavie | Olga Pcesse de Grèce ∞ Paul, Régent de Yougoslavie | Olga Pcesse de Grèce ∞ Paul, Régent de Yougoslavie | Olga Pcesse de Grèce ∞ Paul, Régent de Yougoslavie | Olga Pcesse de Grèce ∞ Paul, Régent de Yougoslavie | Olga Pcesse de Grèce ∞ Paul, Régent de Yougoslavie |                                                   |                                                   | Marina Pcesse de Grèce ∞ Georges, Duc de Kent     | Marina Pcesse de Grèce ∞ Georges, Duc de Kent     | Marina Pcesse de Grèce ∞ Georges, Duc de Kent | Marina Pcesse de Grèce ∞ Georges, Duc de Kent | Marina Pcesse de Grèce ∞ Georges, Duc de Kent | Marina Pcesse de Grèce ∞ Georges, Duc de Kent |                                                   |                                                   | Théodora Pcesse de Grèce ∞ Berthold, Margrave de Bade     | Théodora Pcesse de Grèce ∞ Berthold, Margrave de Bade     | Théodora Pcesse de Grèce ∞ Berthold, Margrave de Bade     | Théodora Pcesse de Grèce ∞ Berthold, Margrave de Bade     | Théodora Pcesse de Grèce ∞ Berthold, Margrave de Bade     | Théodora Pcesse de Grèce ∞ Berthold, Margrave de Bade     |  |  | Cécile Pcesse de Grèce ∞ Georges, Gd-duc de Hesse-Darmstadt | Cécile Pcesse de Grèce ∞ Georges, Gd-duc de Hesse-Darmstadt | Cécile Pcesse de Grèce ∞ Georges, Gd-duc de Hesse-Darmstadt | Cécile Pcesse de Grèce ∞ Georges, Gd-duc de Hesse-Darmstadt | Cécile Pcesse de Grèce ∞ Georges, Gd-duc de Hesse-Darmstadt | Cécile Pcesse de Grèce ∞ Georges, Gd-duc de Hesse-Darmstadt |  |  | Philippe Duc d'Édimbourg ∞ Élisabeth II, Reine du RU  | Philippe Duc d'Édimbourg ∞ Élisabeth II, Reine du RU  | Philippe Duc d'Édimbourg ∞ Élisabeth II, Reine du RU  | Philippe Duc d'Édimbourg ∞ Élisabeth II, Reine du RU  | Philippe Duc d'Édimbourg ∞ Élisabeth II, Reine du RU  | Philippe Duc d'Édimbourg ∞ Élisabeth II, Reine du RU  |                                                       |                                                       | Michel Pce de Grèce ∞ Marína Karélla                  | Michel Pce de Grèce ∞ Marína Karélla                  | Michel Pce de Grèce ∞ Marína Karélla                  | Michel Pce de Grèce ∞ Marína Karélla                  | Michel Pce de Grèce ∞ Marína Karélla            | Michel Pce de Grèce ∞ Marína Karélla            |  |  |  |  |  |  |  |  |  |  |  |  |  |  |  |  |  |  |  |  |  |  |  |  |  |  |  |  |  |  |  |  |  |  |  |  |  |  |  |  |  |  |  |  |  |  |  |  |  |  |  |  |  |  |  |  |  |  |  |  |  |  |  |  |  |  |
| Alexandre Ier Roi des Hellènes ∞ Aspasía Mános                                  | Alexandre Ier Roi des Hellènes ∞ Aspasía Mános                                  | Alexandre Ier Roi des Hellènes ∞ Aspasía Mános                                  | Alexandre Ier Roi des Hellènes ∞ Aspasía Mános                                  | Alexandre Ier Roi des Hellènes ∞ Aspasía Mános                                  | Alexandre Ier Roi des Hellènes ∞ Aspasía Mános                                  |                                                                          |                                                                          | Georges II Roi des Hellènes ∞ Élisabeth, Pcesse de Roumanie              | Georges II Roi des Hellènes ∞ Élisabeth, Pcesse de Roumanie              | Georges II Roi des Hellènes ∞ Élisabeth, Pcesse de Roumanie      | Georges II Roi des Hellènes ∞ Élisabeth, Pcesse de Roumanie      | Georges II Roi des Hellènes ∞ Élisabeth, Pcesse de Roumanie      | Georges II Roi des Hellènes ∞ Élisabeth, Pcesse de Roumanie      |  |  | Paul Ier Roi des Hellènes ∞ Frederika, Pcesse de Hanovre | Paul Ier Roi des Hellènes ∞ Frederika, Pcesse de Hanovre | Paul Ier Roi des Hellènes ∞ Frederika, Pcesse de Hanovre | Paul Ier Roi des Hellènes ∞ Frederika, Pcesse de Hanovre | Paul Ier Roi des Hellènes ∞ Frederika, Pcesse de Hanovre | Paul Ier Roi des Hellènes ∞ Frederika, Pcesse de Hanovre |                                        |                                        | Hélène Pcesse de Grèce ∞ Carol II, Roi de Roumanie                            | Hélène Pcesse de Grèce ∞ Carol II, Roi de Roumanie                            | Hélène Pcesse de Grèce ∞ Carol II, Roi de Roumanie                            | Hélène Pcesse de Grèce ∞ Carol II, Roi de Roumanie                            | Hélène Pcesse de Grèce ∞ Carol II, Roi de Roumanie                            | Hélène Pcesse de Grèce ∞ Carol II, Roi de Roumanie                            |  |  | Irène Pcesse de Grèce ∞ Tomislav II, Roi de Croatie | Irène Pcesse de Grèce ∞ Tomislav II, Roi de Croatie | Irène Pcesse de Grèce ∞ Tomislav II, Roi de Croatie | Irène Pcesse de Grèce ∞ Tomislav II, Roi de Croatie | Irène Pcesse de Grèce ∞ Tomislav II, Roi de Croatie | Irène Pcesse de Grèce ∞ Tomislav II, Roi de Croatie |  |  | Olga Pcesse de Grèce ∞ Paul, Régent de Yougoslavie | Olga Pcesse de Grèce ∞ Paul, Régent de Yougoslavie | Olga Pcesse de Grèce ∞ Paul, Régent de Yougoslavie | Olga Pcesse de Grèce ∞ Paul, Régent de Yougoslavie | Olga Pcesse de Grèce ∞ Paul, Régent de Yougoslavie | Olga Pcesse de Grèce ∞ Paul, Régent de Yougoslavie |                                                   |                                                   | Marina Pcesse de Grèce ∞ Georges, Duc de Kent     | Marina Pcesse de Grèce ∞ Georges, Duc de Kent     | Marina Pcesse de Grèce ∞ Georges, Duc de Kent | Marina Pcesse de Grèce ∞ Georges, Duc de Kent | Marina Pcesse de Grèce ∞ Georges, Duc de Kent | Marina Pcesse de Grèce ∞ Georges, Duc de Kent |                                                   |                                                   | Théodora Pcesse de Grèce ∞ Berthold, Margrave de Bade     | Théodora Pcesse de Grèce ∞ Berthold, Margrave de Bade     | Théodora Pcesse de Grèce ∞ Berthold, Margrave de Bade     | Théodora Pcesse de Grèce ∞ Berthold, Margrave de Bade     | Théodora Pcesse de Grèce ∞ Berthold, Margrave de Bade     | Théodora Pcesse de Grèce ∞ Berthold, Margrave de Bade     |  |  | Cécile Pcesse de Grèce ∞ Georges, Gd-duc de Hesse-Darmstadt | Cécile Pcesse de Grèce ∞ Georges, Gd-duc de Hesse-Darmstadt | Cécile Pcesse de Grèce ∞ Georges, Gd-duc de Hesse-Darmstadt | Cécile Pcesse de Grèce ∞ Georges, Gd-duc de Hesse-Darmstadt | Cécile Pcesse de Grèce ∞ Georges, Gd-duc de Hesse-Darmstadt | Cécile Pcesse de Grèce ∞ Georges, Gd-duc de Hesse-Darmstadt |  |  | Philippe Duc d'Édimbourg ∞ Élisabeth II, Reine du RU  | Philippe Duc d'Édimbourg ∞ Élisabeth II, Reine du RU  | Philippe Duc d'Édimbourg ∞ Élisabeth II, Reine du RU  | Philippe Duc d'Édimbourg ∞ Élisabeth II, Reine du RU  | Philippe Duc d'Édimbourg ∞ Élisabeth II, Reine du RU  | Philippe Duc d'Édimbourg ∞ Élisabeth II, Reine du RU  |                                                       |                                                       | Michel Pce de Grèce ∞ Marína Karélla                  | Michel Pce de Grèce ∞ Marína Karélla                  | Michel Pce de Grèce ∞ Marína Karélla                  | Michel Pce de Grèce ∞ Marína Karélla                  | Michel Pce de Grèce ∞ Marína Karélla            | Michel Pce de Grèce ∞ Marína Karélla            |  |  |  |  |  |  |  |  |  |  |  |  |  |  |  |  |  |  |  |  |  |  |  |  |  |  |  |  |  |  |  |  |  |  |  |  |  |  |  |  |  |  |  |  |  |  |  |  |  |  |  |  |  |  |  |  |  |  |  |  |  |  |  |  |  |  |
|                                                                                 |                                                                                 |                                                                                 |                                                                                 |                                                                                 |                                                                                 |                                                                          |                                                                          |                                                                          |                                                                          |                                                                  |                                                                  |                                                                  |                                                                  |  |  |                                                          |                                                          |                                                          |                                                          |                                                          |                                                          |                                        |                                        |                                                                               |                                                                               |                                                                               |                                                                               |                                                                               |                                                                               |  |  |                                                     |                                                     |                                                     |                                                     |                                                     |                                                     |  |  |                                                    |                                                    |                                                    |                                                    |                                                    |                                                    |                                                   |                                                   |                                                   |                                                   |                                               |                                               |                                               |                                               |                                                   |                                                   |                                                           |                                                           |                                                           |                                                           |                                                           |                                                           |  |  |                                                             |                                                             |                                                             |                                                             |                                                             |                                                             |  |  |                                                       |                                                       |                                                       |                                                       |                                                       |                                                       |                                                       |                                                       |                                                       |                                                       |                                                       |                                                       |                                                 |                                                 |  |  |  |  |  |  |  |  |  |  |  |  |  |  |  |  |  |  |  |  |  |  |  |  |  |  |  |  |  |  |  |  |  |  |  |  |  |  |  |  |  |  |  |  |  |  |  |  |  |  |  |  |  |  |  |  |  |  |  |  |  |  |  |  |  |  |
|                                                                                 |                                                                                 |                                                                                 |                                                                                 |                                                                                 |                                                                                 |                                                                          |                                                                          |                                                                          |                                                                          |                                                                  |                                                                  |                                                                  |                                                                  |  |  |                                                          |                                                          |                                                          |                                                          |                                                          |                                                          |                                        |                                        |                                                                               |                                                                               |                                                                               |                                                                               |                                                                               |                                                                               |  |  |                                                     |                                                     |                                                     |                                                     |                                                     |                                                     |  |  |                                                    |                                                    |                                                    |                                                    |                                                    |                                                    |                                                   |                                                   |                                                   |                                                   |                                               |                                               |                                               |                                               |                                                   |                                                   |                                                           |                                                           |                                                           |                                                           |                                                           |                                                           |  |  |                                                             |                                                             |                                                             |                                                             |                                                             |                                                             |  |  |                                                       |                                                       |                                                       |                                                       |                                                       |                                                       |                                                       |                                                       |                                                       |                                                       |                                                       |                                                       |                                                 |                                                 |  |  |  |  |  |  |  |  |  |  |  |  |  |  |  |  |  |  |  |  |  |  |  |  |  |  |  |  |  |  |  |  |  |  |  |  |  |  |  |  |  |  |  |  |  |  |  |  |  |  |  |  |  |  |  |  |  |  |  |  |  |  |  |  |  |  |
| Alexandra, Pcesse de Grèce ∞ Pierre II, Roi de Yougoslavie                      | Alexandra, Pcesse de Grèce ∞ Pierre II, Roi de Yougoslavie                      | Alexandra, Pcesse de Grèce ∞ Pierre II, Roi de Yougoslavie                      | Alexandra, Pcesse de Grèce ∞ Pierre II, Roi de Yougoslavie                      | Alexandra, Pcesse de Grèce ∞ Pierre II, Roi de Yougoslavie                      | Alexandra, Pcesse de Grèce ∞ Pierre II, Roi de Yougoslavie                      |                                                                          |                                                                          | Constantin II, Roi des Hellènes ∞ Anne-Marie, Pcesse de Danemark         | Constantin II, Roi des Hellènes ∞ Anne-Marie, Pcesse de Danemark         | Constantin II, Roi des Hellènes ∞ Anne-Marie, Pcesse de Danemark | Constantin II, Roi des Hellènes ∞ Anne-Marie, Pcesse de Danemark | Constantin II, Roi des Hellènes ∞ Anne-Marie, Pcesse de Danemark | Constantin II, Roi des Hellènes ∞ Anne-Marie, Pcesse de Danemark |  |  | Sophie, Pcesse de Grèce ∞ Juan Carlos Ier, Roi d'Espagne | Sophie, Pcesse de Grèce ∞ Juan Carlos Ier, Roi d'Espagne | Sophie, Pcesse de Grèce ∞ Juan Carlos Ier, Roi d'Espagne | Sophie, Pcesse de Grèce ∞ Juan Carlos Ier, Roi d'Espagne | Sophie, Pcesse de Grèce ∞ Juan Carlos Ier, Roi d'Espagne | Sophie, Pcesse de Grèce ∞ Juan Carlos Ier, Roi d'Espagne |                                        |                                        | Michel Ier, Roi de Roumanie ∞ Anne, Pcesse de Parme                           | Michel Ier, Roi de Roumanie ∞ Anne, Pcesse de Parme                           | Michel Ier, Roi de Roumanie ∞ Anne, Pcesse de Parme                           | Michel Ier, Roi de Roumanie ∞ Anne, Pcesse de Parme                           | Michel Ier, Roi de Roumanie ∞ Anne, Pcesse de Parme                           | Michel Ier, Roi de Roumanie ∞ Anne, Pcesse de Parme                           |  |  | Amédée, Duc d'Aoste ∞ Claude, Pcesse d'Orléans      | Amédée, Duc d'Aoste ∞ Claude, Pcesse d'Orléans      | Amédée, Duc d'Aoste ∞ Claude, Pcesse d'Orléans      | Amédée, Duc d'Aoste ∞ Claude, Pcesse d'Orléans      | Amédée, Duc d'Aoste ∞ Claude, Pcesse d'Orléans      | Amédée, Duc d'Aoste ∞ Claude, Pcesse d'Orléans      |  |  |                                                    |                                                    |                                                    |                                                    |                                                    |                                                    |                                                   |                                                   |                                                   |                                                   |                                               |                                               |                                               |                                               |                                                   |                                                   | Maximilien, Margrave de Bade ∞ Valérie, Pcesse de Toscane | Maximilien, Margrave de Bade ∞ Valérie, Pcesse de Toscane | Maximilien, Margrave de Bade ∞ Valérie, Pcesse de Toscane | Maximilien, Margrave de Bade ∞ Valérie, Pcesse de Toscane | Maximilien, Margrave de Bade ∞ Valérie, Pcesse de Toscane | Maximilien, Margrave de Bade ∞ Valérie, Pcesse de Toscane |  |  |                                                             |                                                             |                                                             |                                                             |                                                             |                                                             |  |  | Charles III, Roi du Royaume-Uni ∞ Diana, Lady Spencer | Charles III, Roi du Royaume-Uni ∞ Diana, Lady Spencer | Charles III, Roi du Royaume-Uni ∞ Diana, Lady Spencer | Charles III, Roi du Royaume-Uni ∞ Diana, Lady Spencer | Charles III, Roi du Royaume-Uni ∞ Diana, Lady Spencer | Charles III, Roi du Royaume-Uni ∞ Diana, Lady Spencer |                                                       |                                                       | Olga, Pcesse de Grèce ∞ Aimon, Duc des Pouilles       | Olga, Pcesse de Grèce ∞ Aimon, Duc des Pouilles       | Olga, Pcesse de Grèce ∞ Aimon, Duc des Pouilles       | Olga, Pcesse de Grèce ∞ Aimon, Duc des Pouilles       | Olga, Pcesse de Grèce ∞ Aimon, Duc des Pouilles | Olga, Pcesse de Grèce ∞ Aimon, Duc des Pouilles |  |  |  |  |  |  |  |  |  |  |  |  |  |  |  |  |  |  |  |  |  |  |  |  |  |  |  |  |  |  |  |  |  |  |  |  |  |  |  |  |  |  |  |  |  |  |  |  |  |  |  |  |  |  |  |  |  |  |  |  |  |  |  |  |  |  |
| Alexandra, Pcesse de Grèce ∞ Pierre II, Roi de Yougoslavie                      | Alexandra, Pcesse de Grèce ∞ Pierre II, Roi de Yougoslavie                      | Alexandra, Pcesse de Grèce ∞ Pierre II, Roi de Yougoslavie                      | Alexandra, Pcesse de Grèce ∞ Pierre II, Roi de Yougoslavie                      | Alexandra, Pcesse de Grèce ∞ Pierre II, Roi de Yougoslavie                      | Alexandra, Pcesse de Grèce ∞ Pierre II, Roi de Yougoslavie                      |                                                                          |                                                                          | Constantin II, Roi des Hellènes ∞ Anne-Marie, Pcesse de Danemark         | Constantin II, Roi des Hellènes ∞ Anne-Marie, Pcesse de Danemark         | Constantin II, Roi des Hellènes ∞ Anne-Marie, Pcesse de Danemark | Constantin II, Roi des Hellènes ∞ Anne-Marie, Pcesse de Danemark | Constantin II, Roi des Hellènes ∞ Anne-Marie, Pcesse de Danemark | Constantin II, Roi des Hellènes ∞ Anne-Marie, Pcesse de Danemark |  |  | Sophie, Pcesse de Grèce ∞ Juan Carlos Ier, Roi d'Espagne | Sophie, Pcesse de Grèce ∞ Juan Carlos Ier, Roi d'Espagne | Sophie, Pcesse de Grèce ∞ Juan Carlos Ier, Roi d'Espagne | Sophie, Pcesse de Grèce ∞ Juan Carlos Ier, Roi d'Espagne | Sophie, Pcesse de Grèce ∞ Juan Carlos Ier, Roi d'Espagne | Sophie, Pcesse de Grèce ∞ Juan Carlos Ier, Roi d'Espagne |                                        |                                        | Michel Ier, Roi de Roumanie ∞ Anne, Pcesse de Parme                           | Michel Ier, Roi de Roumanie ∞ Anne, Pcesse de Parme                           | Michel Ier, Roi de Roumanie ∞ Anne, Pcesse de Parme                           | Michel Ier, Roi de Roumanie ∞ Anne, Pcesse de Parme                           | Michel Ier, Roi de Roumanie ∞ Anne, Pcesse de Parme                           | Michel Ier, Roi de Roumanie ∞ Anne, Pcesse de Parme                           |  |  | Amédée, Duc d'Aoste ∞ Claude, Pcesse d'Orléans      | Amédée, Duc d'Aoste ∞ Claude, Pcesse d'Orléans      | Amédée, Duc d'Aoste ∞ Claude, Pcesse d'Orléans      | Amédée, Duc d'Aoste ∞ Claude, Pcesse d'Orléans      | Amédée, Duc d'Aoste ∞ Claude, Pcesse d'Orléans      | Amédée, Duc d'Aoste ∞ Claude, Pcesse d'Orléans      |  |  |                                                    |                                                    |                                                    |                                                    |                                                    |                                                    |                                                   |                                                   |                                                   |                                                   |                                               |                                               |                                               |                                               |                                                   |                                                   | Maximilien, Margrave de Bade ∞ Valérie, Pcesse de Toscane | Maximilien, Margrave de Bade ∞ Valérie, Pcesse de Toscane | Maximilien, Margrave de Bade ∞ Valérie, Pcesse de Toscane | Maximilien, Margrave de Bade ∞ Valérie, Pcesse de Toscane | Maximilien, Margrave de Bade ∞ Valérie, Pcesse de Toscane | Maximilien, Margrave de Bade ∞ Valérie, Pcesse de Toscane |  |  |                                                             |                                                             |                                                             |                                                             |                                                             |                                                             |  |  | Charles III, Roi du Royaume-Uni ∞ Diana, Lady Spencer | Charles III, Roi du Royaume-Uni ∞ Diana, Lady Spencer | Charles III, Roi du Royaume-Uni ∞ Diana, Lady Spencer | Charles III, Roi du Royaume-Uni ∞ Diana, Lady Spencer | Charles III, Roi du Royaume-Uni ∞ Diana, Lady Spencer | Charles III, Roi du Royaume-Uni ∞ Diana, Lady Spencer |                                                       |                                                       | Olga, Pcesse de Grèce ∞ Aimon, Duc des Pouilles       | Olga, Pcesse de Grèce ∞ Aimon, Duc des Pouilles       | Olga, Pcesse de Grèce ∞ Aimon, Duc des Pouilles       | Olga, Pcesse de Grèce ∞ Aimon, Duc des Pouilles       | Olga, Pcesse de Grèce ∞ Aimon, Duc des Pouilles | Olga, Pcesse de Grèce ∞ Aimon, Duc des Pouilles |  |  |  |  |  |  |  |  |  |  |  |  |  |  |  |  |  |  |  |  |  |  |  |  |  |  |  |  |  |  |  |  |  |  |  |  |  |  |  |  |  |  |  |  |  |  |  |  |  |  |  |  |  |  |  |  |  |  |  |  |  |  |  |  |  |  |
|                                                                                 |                                                                                 |                                                                                 |                                                                                 |                                                                                 |                                                                                 |                                                                          |                                                                          |                                                                          |                                                                          |                                                                  |                                                                  |                                                                  |                                                                  |  |  |                                                          |                                                          |                                                          |                                                          |                                                          |                                                          |                                        |                                        |                                                                               |                                                                               |                                                                               |                                                                               |                                                                               |                                                                               |  |  |                                                     |                                                     |                                                     |                                                     |                                                     |                                                     |  |  |                                                    |                                                    |                                                    |                                                    |                                                    |                                                    |                                                   |                                                   |                                                   |                                                   |                                               |                                               |                                               |                                               |                                                   |                                                   |                                                           |                                                           |                                                           |                                                           |                                                           |                                                           |  |  |                                                             |                                                             |                                                             |                                                             |                                                             |                                                             |  |  |                                                       |                                                       |                                                       |                                                       |                                                       |                                                       |                                                       |                                                       |                                                       |                                                       |                                                       |                                                       |                                                 |                                                 |  |  |  |  |  |  |  |  |  |  |  |  |  |  |  |  |  |  |  |  |  |  |  |  |  |  |  |  |  |  |  |  |  |  |  |  |  |  |  |  |  |  |  |  |  |  |  |  |  |  |  |  |  |  |  |  |  |  |  |  |  |  |  |  |  |  |
| Alexandre, Pce Her. de Yougoslavie ∞ Maria da Gloria, Pcesse d'Orléans-Bragance | Alexandre, Pce Her. de Yougoslavie ∞ Maria da Gloria, Pcesse d'Orléans-Bragance | Alexandre, Pce Her. de Yougoslavie ∞ Maria da Gloria, Pcesse d'Orléans-Bragance | Alexandre, Pce Her. de Yougoslavie ∞ Maria da Gloria, Pcesse d'Orléans-Bragance | Alexandre, Pce Her. de Yougoslavie ∞ Maria da Gloria, Pcesse d'Orléans-Bragance | Alexandre, Pce Her. de Yougoslavie ∞ Maria da Gloria, Pcesse d'Orléans-Bragance |                                                                          |                                                                          | Paul, Diadoque de Grèce ∞ Marie-Chantal Miller                           | Paul, Diadoque de Grèce ∞ Marie-Chantal Miller                           | Paul, Diadoque de Grèce ∞ Marie-Chantal Miller                   | Paul, Diadoque de Grèce ∞ Marie-Chantal Miller                   | Paul, Diadoque de Grèce ∞ Marie-Chantal Miller                   | Paul, Diadoque de Grèce ∞ Marie-Chantal Miller                   |  |  | Felipe VI, Roi d'Espagne ∞ Letizia Ortiz                 | Felipe VI, Roi d'Espagne ∞ Letizia Ortiz                 | Felipe VI, Roi d'Espagne ∞ Letizia Ortiz                 | Felipe VI, Roi d'Espagne ∞ Letizia Ortiz                 | Felipe VI, Roi d'Espagne ∞ Letizia Ortiz                 | Felipe VI, Roi d'Espagne ∞ Letizia Ortiz                 |                                        |                                        | Marguerite, Pcesse Her. de Roumanie ∞ Radu Duda, Pce de Hohenzollern-Veringen | Marguerite, Pcesse Her. de Roumanie ∞ Radu Duda, Pce de Hohenzollern-Veringen | Marguerite, Pcesse Her. de Roumanie ∞ Radu Duda, Pce de Hohenzollern-Veringen | Marguerite, Pcesse Her. de Roumanie ∞ Radu Duda, Pce de Hohenzollern-Veringen | Marguerite, Pcesse Her. de Roumanie ∞ Radu Duda, Pce de Hohenzollern-Veringen | Marguerite, Pcesse Her. de Roumanie ∞ Radu Duda, Pce de Hohenzollern-Veringen |  |  | Aimon, Duc des Pouilles ∞ Olga, Pcesse de Grèce     | Aimon, Duc des Pouilles ∞ Olga, Pcesse de Grèce     | Aimon, Duc des Pouilles ∞ Olga, Pcesse de Grèce     | Aimon, Duc des Pouilles ∞ Olga, Pcesse de Grèce     | Aimon, Duc des Pouilles ∞ Olga, Pcesse de Grèce     | Aimon, Duc des Pouilles ∞ Olga, Pcesse de Grèce     |  |  |                                                    |                                                    |                                                    |                                                    |                                                    |                                                    |                                                   |                                                   |                                                   |                                                   |                                               |                                               |                                               |                                               |                                                   |                                                   | Bernard Pce Her. de Bade ∞ Stéphanie Kaul                 | Bernard Pce Her. de Bade ∞ Stéphanie Kaul                 | Bernard Pce Her. de Bade ∞ Stéphanie Kaul                 | Bernard Pce Her. de Bade ∞ Stéphanie Kaul                 | Bernard Pce Her. de Bade ∞ Stéphanie Kaul                 | Bernard Pce Her. de Bade ∞ Stéphanie Kaul                 |  |  |                                                             |                                                             |                                                             |                                                             |                                                             |                                                             |  |  | William, Pce de Galles ∞ Catherine Middleton          | William, Pce de Galles ∞ Catherine Middleton          | William, Pce de Galles ∞ Catherine Middleton          | William, Pce de Galles ∞ Catherine Middleton          | William, Pce de Galles ∞ Catherine Middleton          | William, Pce de Galles ∞ Catherine Middleton          |                                                       |                                                       | Humbert, Pce de Savoie-Aoste                          | Humbert, Pce de Savoie-Aoste                          | Humbert, Pce de Savoie-Aoste                          | Humbert, Pce de Savoie-Aoste                          | Humbert, Pce de Savoie-Aoste                    | Humbert, Pce de Savoie-Aoste                    |  |  |  |  |  |  |  |  |  |  |  |  |  |  |  |  |  |  |  |  |  |  |  |  |  |  |  |  |  |  |  |  |  |  |  |  |  |  |  |  |  |  |  |  |  |  |  |  |  |  |  |  |  |  |  |  |  |  |  |  |  |  |  |  |  |  |

### Sur Olga
- (en) Arturo E. Beéche, « Queen Olga of the Hellenes », European Royal History Journal, no 51,‎ juin 2006.
- (en) Marie von Bothmer, « Queen Olga of Greece, née Grand Duchess of Russia », dans The Sovereign ladies of Europe, Adamant Media Corporation, 1899 (ISBN 1421270935), p. 169-194.
- (en) Walter Christmas, The Wife of King George I of Greece, Royalty digest, 1998 (réédition) (ISBN 190515917X).
- (el) Ιουλίας Καρόλου, Όλγα, η Βασίλισσα των Ελλήνων, Στέμμα,‎ 2017 (réédition), 272 p. (ISBN 9786188208537).
- (en) Ilana D. Miller et Arturo E. Beéche, « Chapter X- The Queen of Greece and Her Sons », dans Royal Gatherings : 1859-1914, vol. I, Eurohistory, 2012 (ISBN 0985460318).

### Sur Olga et les Romanov
- (en) Greg King et Penny Wilson, Gilded Prism : The Konstantinovichi Grand Dukes and the Last Years of the Romanov Dynasty, Eurohistory, 2006 (ISBN 0-9771961-4-3).
- (en) John Van der Kiste, The Romanovs 1818-1958, Sutton publishing, 1998 (ISBN 075093459X).
- (en) Charlotte Zeepvat, Romanov Autumn : The Last Century of Imperial Russia, Sutton Publishing Ltd, 2007 (ISBN 0750944188).

### Sur Olga et la famille royale de Grèce
- (fr) Célia Bertin, Marie Bonaparte, Paris, Perrin, 1982 (ISBN 226201602X).
- (en) Walter Christmas, King George of Greece, New York, MacBride, Naste & Company, 1914 (ISBN 1402175272, lire en ligne).
- (en) Julia Gelardi, Born to Rule : Granddaughters of Victoria, Queens of Europe, Headline Review, 2006 (ISBN 0755313925).
- (en) Michael of Greece, Arturo B. Eéche et Helen Hemis-Markesinis, The Royal Hellenic dynasty, Eurohistory, 2007 (ISBN 0977196151).
- (es) Ricardo Mateos Sáinz de Medrano, La Familia de la Reina Sofía : La Dinastía griega, la Casa de Hannover y los reales primos de Europa, Madrid, La Esfera de los Libros, 2004 (ISBN 84-9734-195-3).
- (en) John Van der Kiste, Kings of the Hellenes : The Greek Kings 1863-1974, Sutton publishing, 1994 (ISBN 0750921471).
- (en) Hugo Vickers, Alice : Princess Andrew of Greece, Londres, Hamish Hamilton, 2000 (ISBN 0-241-13686-5).

### Souvenirs et mémoires des princes de Grèce
- (fr) Christophe de Grèce, Le Monde et les cours, Paris, Plon, 1939.
- (fr) Michel de Grèce, Mémoires insolites, Paris, Pocket, 2006 (ISBN 2266159593).
- (en) Nicholas of Greece, My Fifty Years, Londres, Hutchinson & Co., 1926.
- (en) Nicholas of Greece, Political Memoirs : Pages from my Diary, Londres, Hutchinson & Co., 1928.
- (en) Grand Duchess George of Russia, A Romanov Diary, Atlantic International Publications, 1988 (ISBN 0938311093).

### Histoire de la Grèce
- (en) Philip Carabott, « Politics, Orthodoxy and the Language Question in Greece: The Gospel Riots of November 1901 », Journal of Mediterranean Studies, no 3,‎ 1993, p. 117-138 (ISSN 1016-3476, lire en ligne).
- (fr) Édouard Driault et Michel Lhéritier, Histoire diplomatique de la Grèce de 1821 à nos jours : Le Règne de Georges Ier avant le traité de Berlin (1862-1878) - Hellénisme et slavisme, t. III, PUF, 1926 (lire en ligne).
- (fr) Édouard Driault et Michel Lhéritier, Histoire diplomatique de la Grèce de 1821 à nos jours : Suite du règne de Georges Ier jusqu'à la Révolution turque (1878-1908) - Hellénisme et Germanisme, t. IV, PUF, 1926 (lire en ligne). .
- (fr) Édouard Driault et Michel Lhéritier, Histoire diplomatique de la Grèce de 1821 à nos jours : La Grèce et la Grande Guerre - De la Révolution turque au traité de Lausanne (1908-1923), t. V, PUF, 1926 (lire en ligne). .
- (en) Michael LLewellyn Smith, Olympics in Athens : 1896, Londres, Profile Books, 2004 (ISBN 1-8619-7342-X).

### Bases de données et dictionnaires
- Ressource relative aux beaux-arts :   - National Portrait Gallery
- Notices dans des dictionnaires ou encyclopédies généralistes :   - Collective Biographies of Women
  - Deutsche Biographie
- Notices d'autorité :   - VIAF
  - ISNI
  - BnF (données)
  - LCCN
  - GND
  - Italie
  - Pologne
  - Israël
  - Australie
  - Tchéquie
  - Grèce

### Autres liens externes
- (en) Darryl Lundy, « Olga Konstantinovna Romanova, Grand Duchess of Russia », sur The Peerage (consulté le 1er novembre 2017).
- (en) Martin Iversen Christensen, « Reigning Queens and Empresses from 1900 », sur Worldwide Guide to Women in Leadership (consulté le 1er novembre 2017).
- Lizotchka, « Olga de Russie, reine des Hellènes, et ses descendants », sur Le blog Russie de Lizotchka (consulté le 1er novembre 2017).